# 薩摩藩

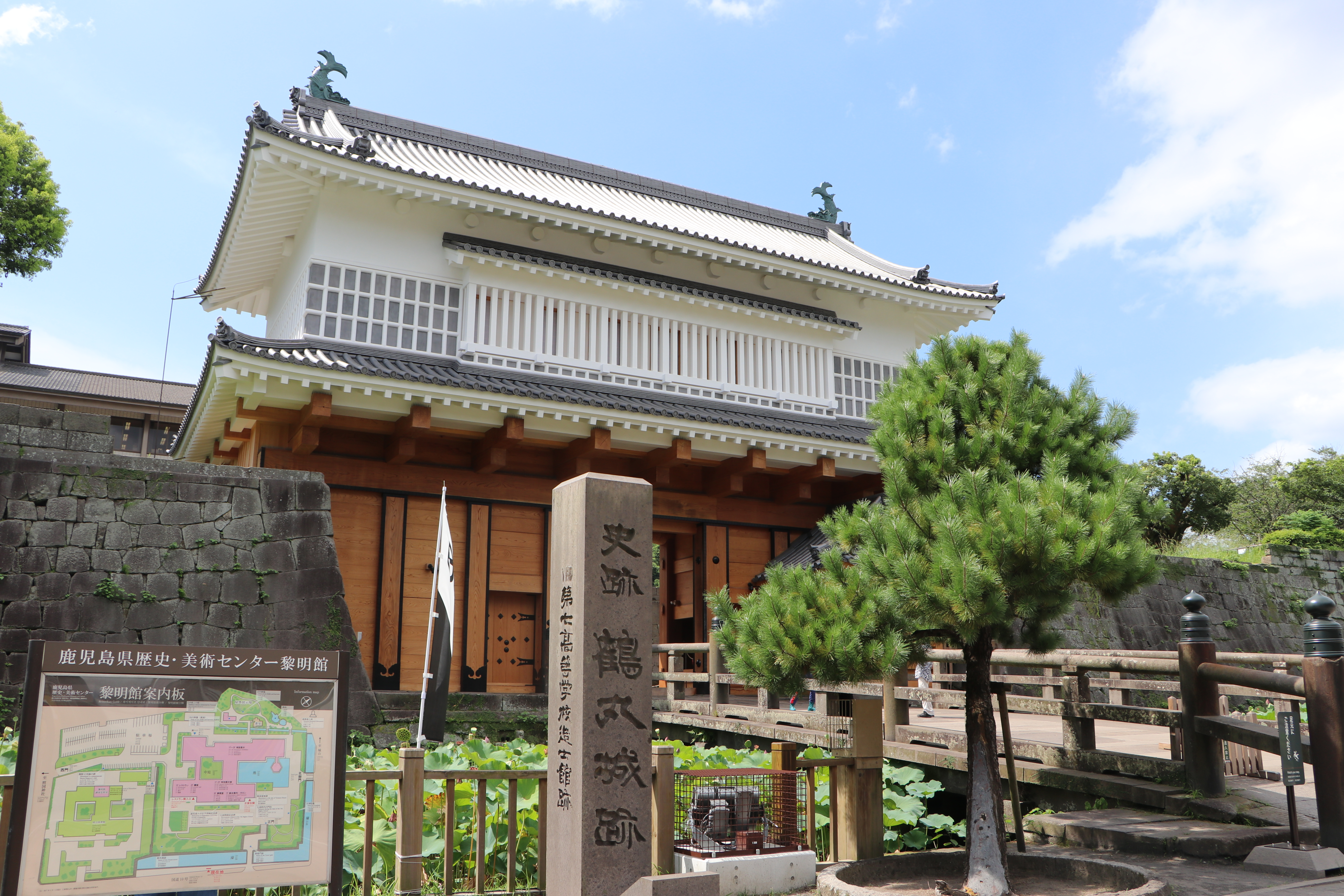
薩摩藩庁が置かれた鹿児島城

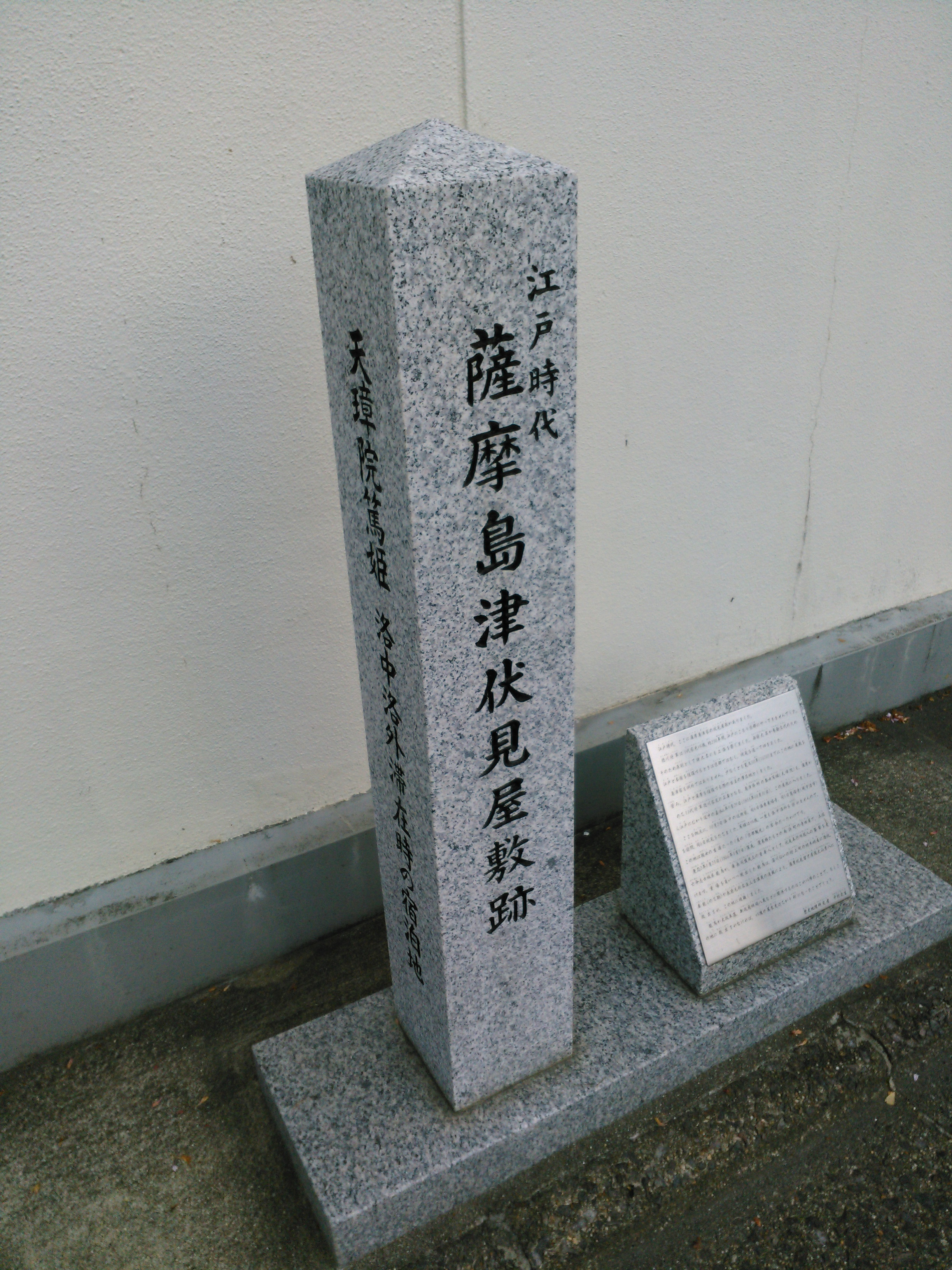
薩摩藩邸跡石碑（京都市・伏見区）

薩摩藩（さつまはん）は、江戸時代の藩。藩庁は鹿児島城（鹿児島市）、藩主は島津家。薩摩・大隅の2か国および日向国諸県郡の大部分（現在の鹿児島県本土と宮崎県の南西部）を領有し、琉球王国（現在の奄美群島と沖縄県）が服属した

## 概要
江戸時代に鹿児島に藩庁を置いた外様藩。鎌倉時代の頃より薩摩を支配してきた島津家を藩主とする。薩摩藩は、廃藩置県後に鹿児島県および都城県と改められた。表高は72万9000石。琉球を含めた最高石高は90万石（籾高であり、実際の玄米高は約半分）と加賀藩（現在の石川県・富山県）に次ぐ大藩を形成した。
薩摩藩の家臣団の家格は正徳元年までに整備され、御一門（4家、私領主）、一所持（21家　私領主）、一所持格（約20家）、寄合、寄合並（寄合、寄合並をあわせ約60家。「三州御治世要覧」ではこの家格を「家老与」と呼んでいる。以上が上士層で家老を出すことができる。但し、寄合並は一代限りの家格のため、変動が激しい）、無格（2家）、小番（約760家）、新番（約24家）、御小姓与（約3,000家。ここまでが城下士）、与力（赦免士や座附士とも、准士分）の10の家格に分かれていた。
薩摩藩は一般的に日向国那珂郡及び児湯郡を領有し、佐土原城（宮崎県宮崎市佐土原町）に藩庁を置いていた島津氏支族佐土原島津家を藩主とする佐土原藩を支藩としたとみられている。また、佐土原藩主家を薩摩藩内では垂水島津家の下に位置づけるが、藩外では大名分の佐土原藩の方が上という二重基準が『鹿児島県史料』でも見られる。もっとも、国立公文書館内閣文庫の『嘉永二年十月二日決・本家末家唱方』での幕府老中見解において『本家末家唱方之儀、領知内分遣し一家を立て候末家与唱、公儀から別段領知被下置被召出候家は、本家末家之筋者有之間敷』とあるため、江戸時代後期以降において、垂水島津家の分家にあたる佐土原藩との「家本・家分かれ」と言えても、支藩と認識されていたかは一考を要する。
幕末には長州藩とともに薩長同盟を締結し、明治維新の実現に主導的役割を果たした。明治新政府に西郷隆盛や大久保利通、黒田清隆、松方正義、森有礼ら有力な人材を多数輩出し、新政府の中軸となった。1871年（明治4年）の廃藩置県により鹿児島県となった。

## 歴史

### 前史（中世から桃山時代）

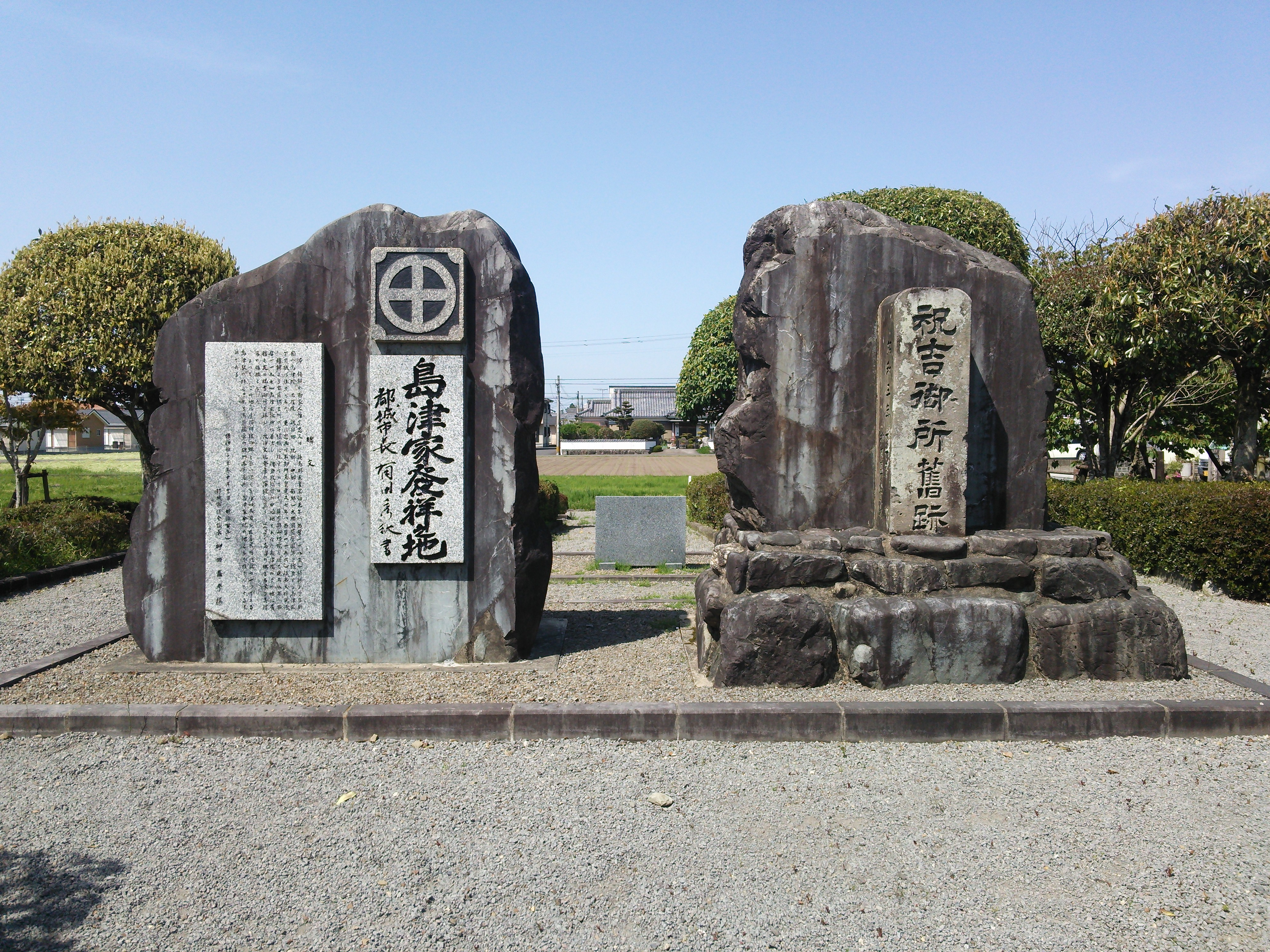
宮崎県都城市の祝吉御所門柱跡に建てられた石碑

島津家は、鎌倉時代初期に薩摩・大隅・日向3ヶ国の守護に任ぜられて以来、この地方を本拠地として来た守護大名・戦国大名である。
島津家は、摂関家の荘園、島津荘の庄官に惟宗忠久（島津忠久）が任命された鎌倉時代初期に遡る。本荘は、大宰府の大宰大監平季基が、自己の管轄区域内にあった日向国諸縣郡島津荘の荒野を開いて墾田とし、この墾田を藤原道長の子で時の関白であった藤原頼通へ寄進することによって立荘されたものであった。当初この地は、同院とその周辺の土地で数十町に過ぎなかった。嶋津庄は、大淀川上流の盆地にあり、律令制下には日向国の嶋津駅の置かれた土地で、当地の交通上の枢要の地をなしていた。現在の宮崎県都城市とその付近に相当する。正応元年（1288年）の島津庄庄官等申状に記載される、平季基が建立したという常楽寺は都城市横市にあり、その古棟札により万寿3年（1026年）建立と伝えられる神柱神社の旧所在地は、中ノ郷内梅北村であって、この地が当地諸文化生活の中心であったことがわかる。巨大な鎮西摂関家領の嶋津荘の原点と荘園支配の核とは、この都城盆地にあったのであり、今は顧り見られることの少ない宮崎県の山間に、島津の名の源泉があったことは、南九州の平安時代末期から以後の時代を考えていく上でも、荘園を考えていく上でも、また島津氏発展を考えていく上でも忘れてはならない事実である。
忠久は御家人として薩摩・大隅・日向の守護及び島津荘の惣地頭に補任されたが、比企の乱に連座し、三国の守護職・地頭職ともに没収された。その後、忠久は薩摩において守護職・地頭職を回復し、嫡流・庶流ともに薩摩・大隅及び日向南部の三国に勢力を拡大・定着した。室町時代に、宗家は薩摩国守護から守護大名としての地位を確立したが、戦国時代にあっては、宗家は分裂・抗争し、国人化した庶家も離合集散を繰り返しながら、周辺の伊東氏などの有力国人との争いを繰り広げた。そのような中、分家伊作家を出自とする忠良が台頭し、子の貴久に宗家を継承させた。貴久の子である義久が家督を継ぐと、弟義弘、歳久、家久らを指揮し、悲願である薩摩・大隅・日向の三州を統一。その後も龍造寺氏や大友氏といった有力戦国大名を打倒し、一時は九州のほとんどを手中に収めるなど戦国大名としての名を馳せた。
1587年（天正15年）に豊臣秀吉の九州征伐によって豊臣家に降伏し服属、大友・龍造寺を圧倒して得た九州の占領地は召し上げられたが、薩摩・大隅・日向の一部に跨がる旧領56万石の支配は認められた。
秀吉による文禄・慶長の役の間、留守を預かる武士の青少年の風紀が乱れたことがあり、これを心配した留守居役の家老たちが考案した青少年教育システムが郷中教育といわれている（詳細）。朝鮮の役後に5万石を加増で61万石となり、島津家は伊達と宇喜多を超え、豊臣政権下では徳川・上杉・毛利・前田に次ぐ五位の大大名となり、佐竹と合わせ「豊臣六大将」とも呼ばれる。

### 近世

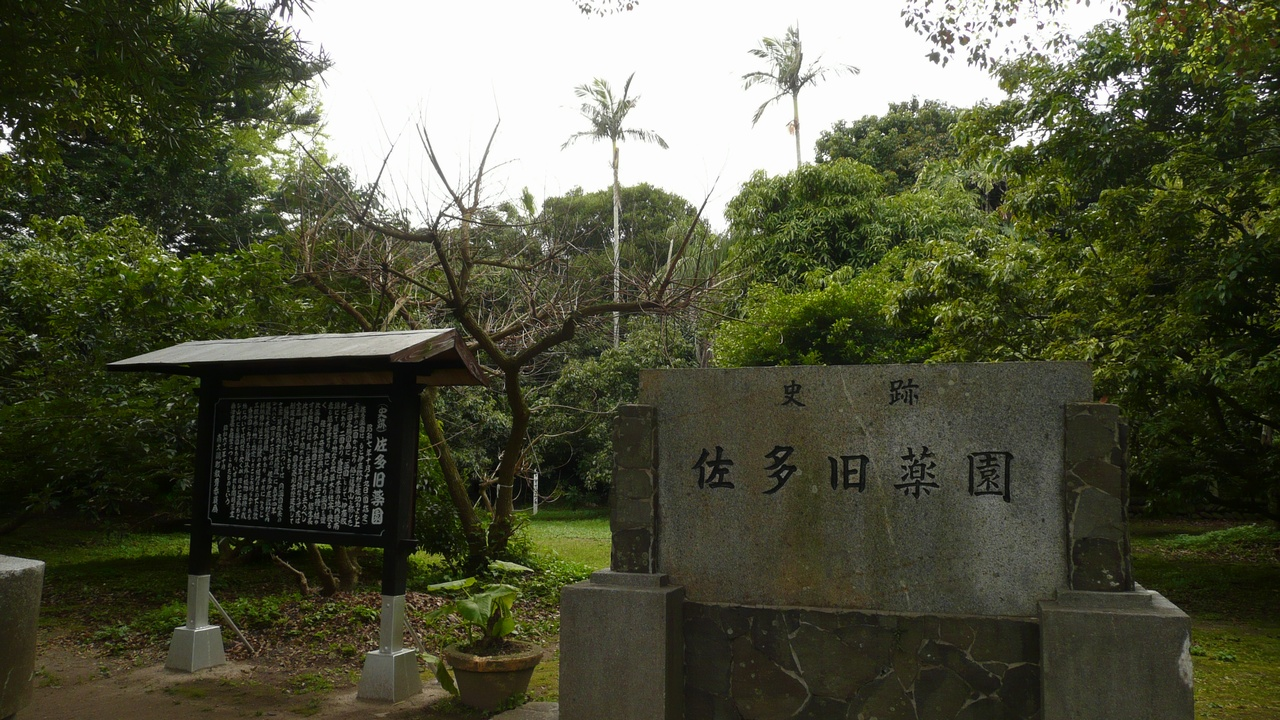
薩摩藩直営の薬園であった佐多旧薬園

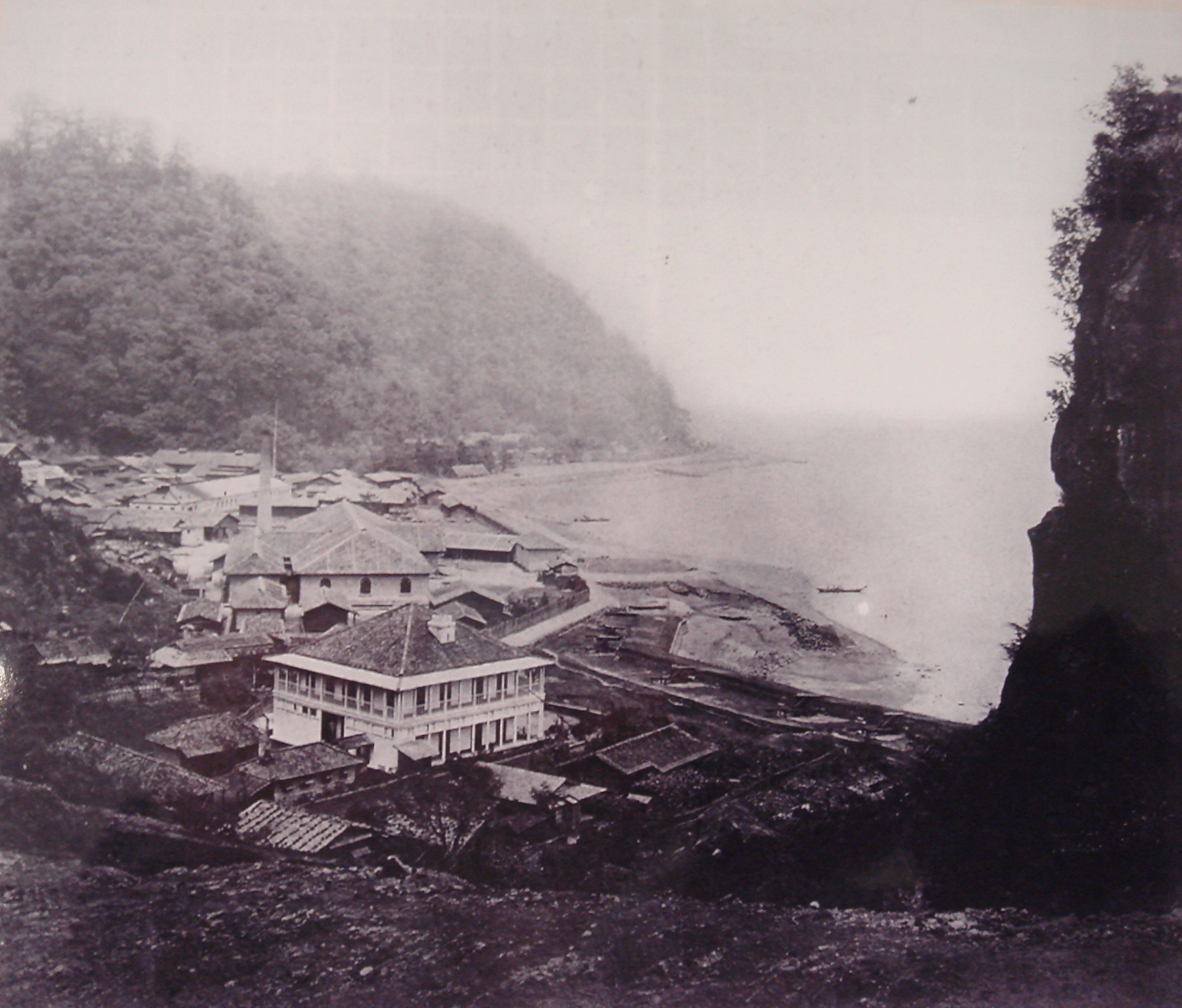
洋式軍備や藩営工場など集成館事業に関する建物が見える。（1872年）

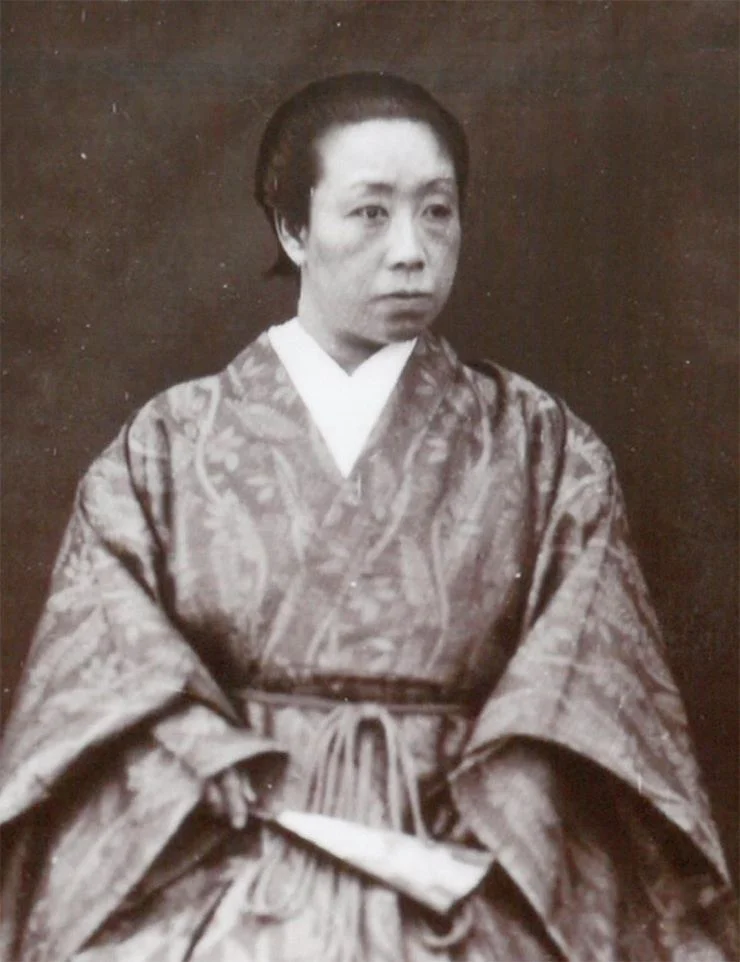
第13代将軍徳川家定の御台所となった天璋院

1600年（慶長5年）の関ヶ原の戦いでは西軍につくが、徳川四天王の一人井伊直政の取りなしで本領を安堵され、島津義弘の三男・忠恒が当主と認められた。この時点をもって正式な薩摩藩成立と見なすのが通説である。
1609年（慶長14年）、琉球王国に出兵して服属（琉球侵攻）させ、琉球の石高11万石余（沖縄本島は8万石）を加えられた。奄美群島は琉球と分離され、薩摩藩が大島代官、喜界島代官、徳之島代官、沖永良部代官を配置して直接支配した。沖縄本島以南は那覇に琉球在番奉行を派遣して琉球を管理したが、実際には琉球は大幅な自治権を行使していた。薩摩藩の琉球支配は、年貢よりもむしろ琉球を窓口にした中国との貿易が利益をもたらした。また、薩摩には奄美産の砂糖による利益がもたらされた。この加増を受けて、従来の61万石から72万石となり加賀・越後高田に次ぐ第三位の大藩となる（その後、越後少将家の改易により徳川政権で第2位。また、再検地と表高の高直しなどにより、表高は77万石となる）。万治年間には2代光久によって仙巌園が建造される。夏の風物詩である六月灯も光久が始めた行事と言われる。
旧来の支配者から転封を経ずに近世大名に移行した薩摩藩は、旧来の支配体制を残し、外城制（武士を鹿児島城下に強制移住させず、領内に分散した外城と呼ばれる拠点に居住させる。1784年（天明4年）呼称を郷と改める）や門割（かどわり、農民を数戸ごとに「門」（かど）という集団に分け、門ごとに土地を所有させる）などの独特の制度を持った。
しかし、多くの郷士を抱え、広い意味での士分の者が全人口の約40%弱を占めていた。例えば島津家文書「要用集 四」所収の1852年（嘉永5年）の「宗門手札御改人数総之事」によると、奄美・琉球を除いた薩隅日3か国の合計人口62万2365人中、城下士・郷士・人躰外士・私領家来人躰までで17万0694人（27%）、諸士又内・諸座附などが7万3634人（12%）となっている。また「藩制一覧表」などによると、明治3年頃の琉球を除いた薩隅日三国の合計人口77万2354人の内、士族が19万2949人（25%）、足軽以下の卒族が9万5569人（12%）となっている。1872年（明治5年）の卒族廃止の際、薩摩藩の卒族は大多数が平民となったが、族籍が士族となった者は全人口の4分の1を超えていた（なお壬申戸籍における明治維新直後の全国の華士卒族の割合は全人口の約6%である）。また藩内の土壌の多くは水持ちが悪く、稲作には適さないシラス台地であったため土地が貧しく、表高は77万石でも実質は35万石ほどの収益しかなかった。かつ、南西諸島ほどではないが台風や火山噴火などの災害を受けやすい立地であったため、藩政初期から財政は窮迫していた。
さらに、徳川幕府の有力藩に対する弱体化政策の下で、大規模な御手伝普請を割り当てられた。特に1753年（宝暦3年）に命じられた木曽三川改修工事（宝暦治水）の多大な出費により、所領が現場から遠いこともあって藩財政は危殆に瀕した。工事を指揮した薩摩藩家老平田靱負は、多くの犠牲者と藩財政の疲弊の責任を取って工事完了後に自害している。
第8代藩主・島津重豪は、閉鎖的であったそれまでの藩政を改革し、1773年（安永2年）に、藩校造士館と演武館の設立を手始めに、医学院や明時館と次々に学校を設立。『成形図説』（農書）など各種図書の編纂事業も行った。また江戸幕府との結びつきを強めるため、三女の茂姫を第11代将軍・徳川家斉に嫁がせた（ちなみに外様大名から将軍御台所を出したのは薩摩藩島津家だけである）。これら重豪の豪奢な事業により薩摩藩の全国的な政治的影響力は格段に上がったものの、出費も増大した。
1777年（安永6年）、「泉岳寺大火」で高輪の下屋敷が全焼、藩財政はさらに困窮の度を増した。債務残高は70万両に上る。
その後、債務残高が減ることはなく、1801年に117万両、1807年に126万両、1827年（文政10年）には、500万両に上る。
同1827年（文政10年）、調所広郷を中心に薩摩藩の天保改革が断行され、藩債整理、砂糖専売制の強化、琉球貿易の拡大などを打ち出して、財政は好転した。砂糖専売制については、大島・喜界島・徳之島の三島砂糖総買入れ制度を実施して莫大な利益を得た。1851年（嘉永4年）に第11代藩主となった島津斉彬の下で、洋式軍備や藩営工場の設立を推進し（集成館事業）、また、養女の篤姫を第13代将軍・徳川家定の正継室にするなど、幕末の雄として抬頭した。
斉彬の死後、藩主・島津忠義の実父にして斉彬の異母弟にあたる島津久光が実権を握り、「国父」・「副城公」と呼ばれた。

### 近代
幕末には当初久光の主導で公武合体派として雄藩連合構想の実現に向かって活動するが、薩英戦争を経て西郷隆盛や大久保利通ら倒幕派に藩の主導権が移り、長州藩と薩長同盟を結んで明治維新の原動力となった。新政府に西郷や大久保のほか、黒田清隆、松方正義、森有礼などの有力政治家を輩出し、明治新政府の中軸となった。
1871年（明治4年）11月14日の廃藩置県の布告により、薩摩藩は鹿児島県に改組される。これにより、薩南諸島、トカラ列島（十島）を含む薩摩藩領は鹿児島県となる。琉球王国は廃藩置県で一時的に鹿児島県の管轄（「外琉球国」）となるが、1872年（明治5年）9月14日の琉球藩設置により明治政府の直轄となる。奄美群島は従前より薩摩藩の直轄であり実効支配が行われており、廃藩置県により実効支配上先行して鹿児島県に編入、追って1879年（明治12年）4月の太政官通達により大隅国に編入されて正式に日本および鹿児島県の領域となった。
島津家は、1884年（明治17年）の華族令により公爵となり、明治、大正時代に政財界で重きをなした。

## 石高の推移

島津氏の家紋『丸に十文字』

薩摩藩は内検と呼ばれる藩独自の検地を行っていた。俗に言う「薩摩77万石」とは享保内検の石高86万7千石余から琉球分9万4千石余を引いた値である。
- 文禄検地 - 56万9千石余（文禄年間に行われた石田三成奉行による検地の結果）
- 慶長内検 - 73万2千石余
- 寛永16年 - 69万9千石余
- 万治内検 - 74万7千石余
- 享保内倹 - 86万7千石余
- 文政9年 - 89万9千石余

年貢は『當申夏麦代銀銘々取納帳』（1836年）に依ると、一石（籾高ではなく現石＝玄米高）に対して六斗六升と記される。

## 歴代藩主
- 島津家 - 外様 77万石（詰所：大広間席　官名：薩摩守を独占、初任時：従四位下侍従、極官：従四位上左近衛権中将）

| 代 | 氏名                   | 肖像                     | 官位                                                        | 在職                                   | 享年 |
| -- | ---------------------- | ------------------------ | ----------------------------------------------------------- | -------------------------------------- | ---- |
| 1  | 島津家久（いえひさ）   | 初代藩主島津家久（忠恒） | 中納言従三位兼行薩摩守                                      | 慶長6年（1601年） - 寛永15年（1638年） | 64   |
| 2  | 島津光久（みつひさ）   |                          | 従四位上行左近衛中将兼薩摩守                                | 寛永15年（1638年） - 貞享4年（1687年） | 78   |
| 3  | 島津綱貴（つなたか）   | 画像募集中               | 従四位上行左近衛中将兼薩摩守                                | 貞享4年（1687年） - 宝永元年（1704年） | 55   |
| 4  | 島津吉貴（よしたか）   | 画像募集中               | 正四位下行左近衛中将兼薩摩守                                | 宝永元年（1704年） - 享保6年（1721年） | 73   |
| 5  | 島津継豊（つぐとよ）   | 画像募集中               | 従四位上行左近衛中将兼大隅守                                | 享保6年（1721年） - 延享3年（1746年）  | 60   |
| 6  | 島津宗信（むねのぶ）   | 画像募集中               | 従四位上行左近衛中将兼薩摩守                                | 延享3年（1746年） - 寛延2年（1749年）  | 22   |
| 7  | 島津重年（しげとし）   | 画像募集中               | 従四位下行左近衛少将兼薩摩守                                | 寛延2年（1749年） - 宝暦5年（1755年）  | 27   |
| 8  | 島津重豪（しげひで）   |                          | 従四位上行左近衛中将兼薩摩守 （隠居後・従三位）             | 宝暦5年（1755年） - 天明7年（1787年）  | 89   |
| 9  | 島津斉宣（なりのぶ）   |                          | 正四位上行左近衛中将兼薩摩守                                | 天明7年（1787年） - 文化6年（1809年）  | 69   |
| 10 | 島津斉興（なりおき）   |                          | 参議正四位上兼行大隅守 （隠居後・従三位）                   | 文化6年（1809年） - 嘉永4年（1851年）  | 69   |
| 11 | 島津斉彬（なりあきら） |                          | 従四位上行左近衛中将兼薩摩守 （死去後に贈正一位・権中納言） | 嘉永4年（1851年） - 安政5年（1858年）  | 50   |
| 12 | 島津忠義（ただよし）   |                          | 参議従一位兼行大隅守                                        | 安政5年（1858年） - 明治4年（1871年）  | 58   |

## 薩摩藩の諸制度

### 郷中制度
薩摩藩独特の制度として武士階級の若者が地域ごとに郷中と呼ばれる結社を組織し、身分差、家格差を越えて武術や学問を磨いた。訓育の柱になったのは関ヶ原を忘れるなの精神で、毎年9月14日には「チェスト関ヶ原」と連呼しながら島津義弘の菩提寺である伊集院妙円寺に夜詣りを行った。
小説家の司馬遼太郎は、薩摩藩の郷中制度の原型は、東南アジアから日本列島の農山漁村に多く見られた若衆組の習俗に由来すると推測した。その傍証の一つに、村落体制下において郷中のトップである郷中頭の権威が高いことをあげる。すなわち、一般的に若衆組のトップである若衆頭は、村落内で大きな発言力を有し、時に年寄りや村落の首長さえも遠慮するほどであった。この点郷中制度と若衆組習俗は共通する。この性格は中国・朝鮮の厳格な儒教文化圏ではありえないことだったとも指摘した。この郷中の性格は、後の私学校に引き継がれた。司馬は薩摩私学校の実態を「士族若衆組」であったと述べる。西南戦争の発端になった私学校生徒の暴発に際し、西郷隆盛が反対しつつも、最後は不本意ながら反乱を率いていかざるを得なくなった遠因は、このような郷中制度を機軸とした薩摩文化の観点から読み解けると司馬は述べている。
幕末まで薩摩では、尚武の気風を重んずる薩藩士道に基づき、この郷中制度を中心に男色が盛んに称揚された（土佐や会津などにもこれと類似した制度や傾向があったといわれる）。

### 五人組制度
五人組制度とは、戦時には二組が合して十人組となり戦い、平時には五人組がそのまま生活の基本的共同体となっていた制度である。
五人組は、平時無事の際には、互いに相睦みて忠孝の道を第一に守り、相励むための相互切磋の機関であり、また有事多端の折には、軍編成の基本単位として重要な組織であった。時代が移るに従い組の組織・機能に変化が生じ、修養・鍛錬機関としての意義が失われ、組が持っていた子弟鍛錬の機能を他の機関に移譲せねばならない情勢となった。そのため、子弟鍛錬機関として咄相中が出現した。

#### 五人組制度における教育
次に掲げる掟は、天文八年正月一日付の「日新・貴久公連判の掟」である。 
既述の通り天文8年（1539年）は、島津忠良が1月に薩州家・島津実久から加世田城を奪い、3月には平山城及び紫原城を、8月には市来城を落して島津実久を出水地方へ追いやり三州統一の口火を切った年であった。そのような状況下にあって、域内を結束させることは忠良にとって喫緊の課題であった。そのため、上は地頭、領主から、下は百姓に至るまでの規律を定めることになった。その頭書に五人組が書かれていることは、五人組が既に社会生活上の基本単位になっていたことを表している。また、「忠孝第一」、「武経七書の履修」、「武藝錬鍛・体力増強」等の諸教育も五人組制度の中で行われていたものと思われる。

### 兵児二才制度
島津義弘は、五人組制度を作り、有事には軍隊編成の最小単位とし、平時には生活基盤機能と共に子弟の忠孝教育を始めとする教育機能を持たせた。しかし長期の朝鮮出兵のためその機能が薄れ、青少年の士気の緩みを懸念した新納忠元が、『二才咄格式定目』を定め、武術練磨、身体鍛練、文事的修練を目的とする兵児二才の起源となる咄相中を結成し、忠孝の道に背かないよう幼年時から天性の忠を醸成する組織とした。
文禄・慶長の役のとき、留守居役を命じられた新納忠元は、長期の朝鮮出兵で緩み始めた留守部隊の綱紀粛正のため、1596年正月に青少年の間に組を結成し、これを「二才咄」と名付け「武道を嗜むこと」「山坂達者になること」「忠孝の道を心掛けること」「朋輩中無作法なきこと」など二才衆の心得と訓練内容を示した。 
鹿児島の出水地方は、肥後と国境を接し古来、北方警備の重責を担っていたため、藩内でも特に兵児二才の発達を見るに至ったところである。1629年山田昌巖は、出水地頭として就任すると、五人組制度を六人組制度に変更し、命令伝達の迅速化を図るなど国境警備に必要な組織の確立に尽力した。1637年、島原の乱が勃発すると薩摩藩は八千余人の軍隊派遣を命令された。島原出陣を命じられた山田昌巖は、比類稀なる容顔美麗な13歳の息子松之介を美しく軍装し、出水境目の警備の長としてまず出陣させた。伝粉粧飾した松之介が真先に馬を躍らせて出立すると、若武者の面々は松之介殿の面前で潔く討死すればこの世に思い残すことはないと勇んであい従ったという。これより出水二才衆は、出水郷の上級武士の眉目秀麗なる美少年の下で武芸鍛錬、体力錬鍛に務めた。この美少年が出水兵児二才の執持児である。また、阿多郡田布施は甑島列島とのつながりが深く海の国境を成す要地であった。
宝暦3年（1753年）に幕命により、木曾三川の治水工事（宝暦治水）を命じられ、家老の平田靱負ら「薩摩義士」の殉職者が出ると、翌4年（1754年）、風紀規範「稚児相中掟」を定め、二才衆の自治組織の区割りである「方眼」（ほうぎり）という概念が生まれた。次代の重豪の安永年間に藩校・造士館が創設されると、造士館・演武館以外の学問および武術教授や、下級武士による郷中における集団的活動（兵児二才制度における行事など）は禁止された。しかし、幕末に鎌田正純が郷中教育を活性化し、兵児二才制の再生を見る。

#### 兵児二才の組織構造[22]
|                                  |                                  |                                  |                                  |                                  |                                  |  |  | 兵児二才                            |                                     |                                     |                                     |                                     |                                     |  |  |                              |                              |                              |                              |                              |                              |  |  |  |  |
|                                  |                                  |                                  |                                  |                                  |                                  |  |  |                                     |                                     |                                     |                                     |                                     |                                     |  |  |                              |                              |                              |                              |                              |                              |  |  |  |  |
|                                  |                                  |                                  |                                  |                                  |                                  |  |  |                                     |                                     |                                     |                                     |                                     |                                     |  |  |                              |                              |                              |                              |                              |                              |  |  |  |  |
| 兵兒山 （6、7歳から14歳8月まで） | 兵兒山 （6、7歳から14歳8月まで） | 兵兒山 （6、7歳から14歳8月まで） | 兵兒山 （6、7歳から14歳8月まで） | 兵兒山 （6、7歳から14歳8月まで） | 兵兒山 （6、7歳から14歳8月まで） |  |  | 兵兒二才 （14歳8月から20歳8月まで） | 兵兒二才 （14歳8月から20歳8月まで） | 兵兒二才 （14歳8月から20歳8月まで） | 兵兒二才 （14歳8月から20歳8月まで） | 兵兒二才 （14歳8月から20歳8月まで） | 兵兒二才 （14歳8月から20歳8月まで） |  |  | 中老 （20歳8月から30歳まで） | 中老 （20歳8月から30歳まで） | 中老 （20歳8月から30歳まで） | 中老 （20歳8月から30歳まで） | 中老 （20歳8月から30歳まで） | 中老 （20歳8月から30歳まで） |  |  |  |  |

兵児山は、二才入り前の幼年団であった。兵児二才は、青年戦闘団であり、二個の集団に編成され、それぞれに郷中の名門の嫡男で年齢10歳～12歳の美貌なる少年を選出し「稚児様」として奉じ、互いに対抗して練成を競い祭義実習や各種競技を行った。中老は、二才衆の指導監督の役目であった。
（以下、出水郡（出水郷）・阿多郡（田布施郷）での一例）
日課
- 6：00 － 起床。師匠宅で学問。剣術錬武。
- 8：00 － 自宅にて朝食。撥奮館で修学。
- 12：00 － 自宅にて昼食。自宅にて過ごす。
- 17：00 － 稚児様警備。
- 19：00 － 集会所にて武道、軍書輪読等。（共同宿泊所へ。宿泊は 3 か所ほど兵児の家を特定して宿泊場所とした。）

行事
『曽我傘焼』と『妙円寺詣り』の行事は現在も伝承されて実施されている。
- お初狩り（1月4日） － 出陣初めの行事。裸で所定の国境の部署へ走って行く。
- 破魔投げ（正月随時）
- 鉄砲射撃（正月1週間）
- 国分・蒲生行き（3月） － 国分で1週間、蒲生で3日滞在して交流する。
- 石合戦（5月5日）
- 愛宕神社参籠（6月18日から24日までの7日間）
- 曽我傘焼（7月下旬） － 甲突川の川べりの櫓に和傘を積み上げ火がつけ、五穀豊穣と洪水無災害を祈願する。
- 二才入り（8月1日） － 新人の入会。
- 盆行事 － 燃え盛る竹の上を飛び越えて行く行事、相撲、綱引き。
- 川内新田八幡参詣（9月14・15日） － 往復20里の行程を14日晩に出発、15日夕方に帰着する。此の間、休むことなく競争する。
- 霧島参詣（秋の彼岸） － 往復30里の競争。
- 国分兵児の来遊（9月25日＝箱崎八幡社の祭例当日）歩いて
- 妙円寺詣り（10月） － 義弘公を祀る妙円寺（現在の徳重神社、日置市伊集院町）まで歩いて参詣する。
- 弓の事（11月）
- 本輪読会（12月、夜）

### いろは歌
当時、文教の蘊奥を究めた者は僧侶と少数の上流公卿、上級武士に止まり、庶民は勿論のこと多数の下級武士の多くもまた文盲であった。したがって、教化の宝典であった学庸論孟はこれを普及させることは難しく、また不立文字、直指人心、見性成仏の禅宗を庶民に施し広めることはこれまた困難なことであった。そこで島津忠良は、通読すれば誰もが理解でき、藩の子弟教育の核となるものの必要性を痛感し「いろは歌」を作成したと考えられる。天性の忠と義合の忠の醸成が必要であった薩摩藩にとって、仏教と儒教に造詣が深い島津忠良が作った「いろは歌」は、格好の教材であり、幕末まで子弟教育に利用された。
第11代藩主島津斉彬が幕末の近くなった安政4年（1857年）10月7日付けで家老宛に出した「造士館及び演武館に関する十ヶ条の御訓諭」においても、「正學を致講明、物理を明しめ候儀は、惣而人倫に基き、日用実行の爲にて、假令數萬巻を記誦し、詩文章達者に候共、實行なくては其詮も無之、日新公いろは御詠歌の御意味にも相違、奉恐入次第に候」と島津忠良の「いろは歌」が引き合いに出されている。これからも分かるように、この「いろは歌」は、薩摩藩にとっては末代までの「聖典」であった。幕末の志士、西郷隆盛や大久保利通も鹿児島城下の下加治屋町郷中において、共に「いろは歌」を学んだのである。

#### 「いろは歌」の一覧[25]
（◎は評定所にある三句で、家老が毎日復誦した句である。）
|      | いろは歌                                                              | 解説 | 趣旨                | 出典      | 備考         |
| ---- | --------------------------------------------------------------------- | --- | ------------------- | --------- | ------------ |
| い ◎ | いにしえの、みちを聞ても、唱ても 我おこなひに、せすはかひなし         | 目学問、耳学問では役に立たない。躬行実践が大切である。 | 学問の心得 儒教     | 論語      | 家老復誦句   |
| ろ   | 樓の上も、はにふのこやも、すむ人の こころにこそハ、たかきいやしき     | 人に高下なし。心に高下あり。人の評価は貴賤でなく才徳学識である。 | 行動規範            |           |              |
| は   | はかなくも、明日の命を、たのむかな けふもけふもと、まなひをはせて     | 人はともすると今日やらねばならないことを勝手な理由をつけて明日に伸ばそうとする。今日のことは今日中に行うことが肝要である。長寿といえども百年を超えず。 | 学問の心得 儒教     | 朱子 論語 |              |
| に   | にたるこそ、友としよけれ、交はらは 我にます人、おとなしき人           | 自分と才徳の同等又は同等以下の人と交わり易いが、自分より才徳が勝っている人と交わるほうが良い。友は選べ。 | 行動規範 儒教       | 論語      |              |
| ほ   | ほとけ神、他にましまさす、人よりも 心にはちよ、天地よくしる           | 仏や神も自分の心の中にあるものであるから、他人よりも先ず自分の心に羞じなさい。 | 行動規範 仏教       | 無門関    |              |
| へ   | へたそとて、我とゆるすな、稽古たに つもらは塵も、やまと言の葉         | 全て稽古事は稽古さえ積めば、少しずつの進歩でも上手の域に達することができる。塵も積もれば山となる。 | 学問の心得          |           |              |
| と ◎ | とかありて、人をきるとも、軽くすな いかすかたなも、たゝひとつなり     | 罪科あって死刑にするとしても、軽々にしてはならない。殺人刀も活人剣も、君主の一心で決まることなので、杓子定規にせず機微を洞察し、臨機応変に処置すべきである。 | 上司の心得 仏教     | 無門関    | 家老復誦句   |
| ち   | 智惠能は、身に付ぬれと、荷にならす 人はをもんし、はつるものなり       | 知識芸能があれば人に尊敬される。知識はどんなにあっても邪魔にならない。 | 学問の心得          |           |              |
| り   | 理も法も、たゝぬ世そとて、引安き こころの馬の、ゆくにまかすな         | 世間はどうあれ自分は常に克己節制をもって正義を行くべきである。意馬心猿に任せるな。 | 行動規範 仏教       |           |              |
| ぬ   | ぬす人は、よそより入と、おもふかや みみ目の門に、戸さしよくせよ       | 声色巧言防禦のため耳目の戸締りに注意しなさい。山中の賊を破るは易く、心中の賊を破るは難し。 | 行動規範            |           |              |
| る   | るつふすと、貴人や君か、物かたり はじめてきける、かほもちそよき       | 自分が流通（熟知）していても目上の人の談話は、始めて聞く顔付きで傾聴しなさい。その話は、私も知っているなどと言葉や顔に表してはならない。それが礼である。又知らぬ振りをして誉め称えるのも阿諛であり宜しくない。 | 部下の心得 儒教     | 論語      |              |
| を   | 小車の、我あく業に、ひかれてや つとむるみちを、うしとみるらん         | 武士には武士の、商人には商人の務めるべき道がある。煩悩から発する業に負けず自分の道を誠実に務めよ。 | 行動規範            |           |              |
| わ   | 私をすてゝ、きミにし、むかハねは うらミもおこり、述懐もあり           | 君に事えるには、自分の一身を君に差し上げたものと心得て、自分があると思ってはいけない。そうしないと君に対する恨みや不平不満が出て来る。 | 部下の心得 儒教     | 論語      |              |
| か   | 學文ハ、あしたのしほの、ひるまにも なみのよるこそ、猶しつかなれ       | 学問をするには夜が一番静かで良い。 | 学問の心得          |           |              |
| よ   | よきあしき、人の上にて、身をミかけ 友はかゝみと、なる物そかし         | 人の振り見て我振り直せ。 | 行動規範 儒教       | 論語      |              |
| た   | 種となる、こころの水に、まかせすは みちより外に、名も流れまし         | 煩悩欲念に支配されて、世の中の事を行えば忽ち道に外れ、名聞も道以外に流れるであろう。即ち悪名が世に流れるようになる。種子とは無明の種子である。 | 行動規範 仏教       |           |              |
| れ   | 禮するは、人にするかは、人をまた さくるは人を、さくるものかは         | 人を敬うことは自分を敬うことであり、人を卑下することは自分を卑下することである。 | 行動規範 儒教       | 論語      |              |
| そ   | そしるのも、ふたつあるへし、大方は 主人のために、なるものとしれ       | 臣下が主人を誹るにも二通りある。即ち主家を思う余り思わず発したものと、自己の不平怨恨或は自分のためにしようとするものとの二様である。何れにしても大抵は主人の為になるものである。上たる者は聞く耳を持ちなさい。 | 部下の心得 儒教     | 禮記      |              |
| つ   | つらしとて、恨みかへすな、我れ人に むくいむくいて、はてしなき世そ     | 復讐禁止論、因果応報。 | 行動規範 仏教       |           |              |
| ね   | 願すは、へたてもあらし、いつハりの 世にまことある、伊勢の神かき       | 貪り願はなければ、伊勢神宮の神は、直きは直き、曲れるは曲れるとする。 | 行動規範 神道       |           |              |
| な   | 名をいまに、のこし置ける、人も人 こころもこころ、なにかおとらむ       | 聖賢・偉人の功業も、本人の志と気性次第で達することができる。叱咤激励。 | 行動規範 儒教       | 孟子      |              |
| ら   | 樂も苦も、時過ぬれは、あともなし 世にのこる名を、たゝおもふへし       | 武士たるもの如何なる困難にも耐えて、己れの節を曲げず国のために尽し、後世に名を残すように心掛けよ。 | 行動規範            |           | 武士の心得   |
| む   | 昔より、みちならすして、驕る身の 天のせめにし、あハさるはなし         | 無道にして驕れる者には、必ず天罰が下る。天網恢恢疎にして漏らさずである。 | 行動規範            |           |              |
| う   | うかりける、今の身こそハ、前の世と おもへは今そ、後の世ならん         | 思うようにならない現世こそ、前世になした事の報いであると思えば、現世に為すことは後世の因となる。 | 行動規範 仏教       |           |              |
| ゐ   | 亥に臥て、寅にはおくと、ゆふ露の 身をいたつらに、あらせしがため       | 光陰を徒費しないこと。夜10時に寝て朝4時に起きなさい。 | 学問の心得 儒教     |           |              |
| の   | のかるまし、所をかねて、おもひきれ 時にいたりて、すゝしかるへし       | 戦場、大義大節の実行、病気の場合等所謂死を遁れられない場合、未練を残して煩悶してはならない。予め覚悟を決めておきなさい。 | 行動規範（死生観）  |           | 武士の心得   |
| お   | おもほえす、ちかふものなり、身の上の、 よくをはなれて、義を守れ人     | 善悪邪悪を分かっている者であっても、一度私利私欲の念にその心をもやすとき、人の道を踏み外すものだ。一心一己の欲を離れて義を守るとき心鏡明らかにして迷うことがない。 | 行動規範            |           |              |
| く   | くるしくと、すく道をゆけ、九折坂の すえはくらまの、さかさまの世そ     | どんなに苦しくても曲がったことはせず、正道を行きなさい。 | 行動規範            |           |              |
| や   | やはらくと、いかるをいはゝ、弓と筆 鳥にふたつの、翼とをしれ           | 「寛容」であると上を侮り、厳に過ぎると恐れて服するが陰で恨み命令を守らないのが被治者の常である。「和」と「怒」とは鳥の両翼である。 | 上司の心得 仏教     |           |              |
| ま   | 萬能も、一しんとあり、つかふるに 身はしたのむな、思案勘忍             | 諺に万能も一心ということがある。如何に万の芸能を有すと雖も、一心不善なれば、取るに足らないものであるから、君に仕えるには、自分の才能を頼んで自慢らしき言動をしてはならない。よく思案して仕えることが肝要である。 | 部下の心得          |           |              |
| け   | 賢不肖、もちひすつると、いふ人も かならすならは、殊勝なるべし         | 賢者を任用し愚者を退けるということを口では簡単に言うが、実行は難しいものである。上に立つ者が情実を入れないということで難しいことである。 | 上司の心得 儒教     | 孟子      |              |
| ふ   | 無勢とて、敵をあなとる、ことなかれ 多勢を見ても、をそるへからす       | 弓箭の道の戒め、敵を侮るな。衆心一致して金城鉄壁をなす。 | 行動規範            |           | 武士の心得   |
| こ   | 心こそ、いくさする身の、命なれ そろゆれはいき、揃ハねは死す           | 衆心一致が軍隊の命。 | 行動規範            |           | 武士の心得   |
| え   | えかうには、我と人とを、隔つなよ かんきんハよし、してもせすとも       | 敵味方区別せず死者を供養すること。（「かんきん」は看経と書く） | 行動規範 仏教       |           |              |
| て   | 敵となる、人こそハわか、師匠とそ おもひ返して、身をもたしなめ         | 敵国なき国家は危し、外患なきは国家の慶にあらず。敵は師と思い自愛自重せよ。 | 行動規範            | 孟子      | 武士の心得   |
| あ   | あきらけき、めもくれ竹の、此世より まよははいかに、後のやミちは       | 明らかな現世から迷っていたならば、後世の闇路はどうなるのであろうか。一層迷って神霊の落ち着く所もないであろう。無明を脱して彼岸に達せよ。 | 行動規範 仏教       |           |              |
| さ   | 酒も水、なかれも酒と、なるそかし たゝなさけあれ、君かことの葉         | ある名将が送られてきた酒を河に注いで士卒と共に飲んだ。河の水に酒の匂いがするわけはないが、士卒達は名将の思いやりが沁みとおり、命を投げ出す覚悟をした。 | 上司の心得          | 三略      |              |
| き   | きく事も、又見ることも、心から みなまよひなり、ミなさとりなり         | 万事心次第＝考え様である。無明を出せよ。 | 行動規範 仏教       |           |              |
| ゆ   | 弓を得て、うしなうことも、大将の 心ひとつの、手をははなれす           | 士卒の心を得るも失うも、戦いに勝つも負けるも、唯主将の心配りに因るのである。 | 上司の心得          |           |              |
| め   | めぐりては、我身にこそは、事へけれ 先祖のまつり、忠孝の道             | 先祖の祀りをよく尽すときは、我が死後にはまた子孫より、祀りを受ける。必竟先祖の祀りや忠孝の道というものは、自分が先祖や君親に対して尽すことであるが、それは廻り廻って、自分が自分に事へるのと同様である。 | 行動規範 儒教       |           | 祭祀の必要性 |
| み   | 道にたゝ、身をは捨んと、おもひとれ かならす天の、たすけあるへし       | 人生、死の境に立ったとき、往々身命を惜んで方向を迷い、道に背いて汚名を流すものがいる。これは平素の覚悟が不十分だからである。このような場合には、唯何れが正義かを看取すべきである。一身一家の安否を眼中に置くべきではない。その進退行動は、道義の標準に照らして行い、この身は、正道を踏んで恐れない。一死正道に殉ずるものと、予め心を落付けてかかれ。そうすれば誠意天に通じて、必ず自然の助けがあり、望みを達することができる。 | 行動規範 （死生観） |           | 武士の心得   |
| し   | 舌だにも、歯のこはきをハ、しる物を 人はこころの、なからましやハ       | 相手の剛柔賢愚仁不仁を察する心がなくて良かろうか。他人の正邪を察して惡人の爪牙に掛らぬように用心することが必要である。 | 行動規範            |           |              |
| ゑ   | 酔るよを、さましもやらて、盃に 無明の酒を、かさぬるはうし             | 乱世に無明の酒（迷いの酒）を飲むのは辛い。乱世を平定出来ないで、徒に酒興に日を送るのは酔生夢死に等しい。 | 行動規範 仏教       |           |              |
| ひ   | 独身を、あはれとおもへ、物ことに 民にはゆるす、こころあるへし         | 頼るにも人のいない鰥寡孤独の類を憐れみ労らなければならない。又凡て民に対するには、仁恕の心を以てし、何事も寛大の處置をなすべし。 | 上司の心得 儒教     | 孟子      |              |
| も ◎ | もろもろの、國やところの、政道は 人にまつよく、をしへならハせ         | 人民には先ず法令刑罰を教え聞かせることが大切である。 | 上司の心得          |           | 家老復誦句   |
| せ   | 善にうつりあやまれるをは改よ 義不義はうまれつかぬもの也               | 過ちは則改めよ。 | 行動規範            | 三教      |              |
| す   | すこしきを、たれりともしれ、みちぬれハ、 月もほとなき、いさよひのそら | 知足安分、足る事を知り、分に安んぜよ。 | 行動規範 仏教       |           |              |

### 外城制度

#### 地頭の機能
外城とは、鹿府及び島を除く全地区を直轄領92、私領21の計113に分けた郷村をいい、直轄領は地頭に、私領は重臣に治めさせた。当初、地頭は現地に赴任していたが寛永年間頃から鹿府に住む「掛持地頭」となった。地頭職の最重要事項は、軍事力の構成員である衆中の把握であり、そのために衆中に対する権限が明確であった。
- 外城衆中が他外城への移住を希望する場合は、地頭の了解が必要であった。例えば外城衆中が鹿児島へ移住を希望するときは、外城衆中が鹿児島へ申し出る前に、まず地頭の承諾を得る必要があった。そして地頭が鹿児島老中へ上申する段取りとなる。
- 知行所の付与についても、外城衆中が直接鹿児島老中へ願い出てはならず、必ず地頭の事前了解を得ていなくてはならなかった。
- 地頭は、外城衆中の不当行為に対して、罰則を加えることが出来た。

このような外城衆中に対する直接的統制手段を踏まえて、地頭の責務は次の通りであった。
- 藩から命じられる軍役（兵士、夫丸、武器）の調達である。また戦時平時に関係なく、勤仕すべき鹿児島殿中御番や番普請、年頭御雜掌等が課せられた。
- 民政官の側面に賦課されるものとして「夫役」或は「公役」という恒例・臨時の諸賦課の進納及び衆中居住地域の麓並びに商業集落などの経営などがあった。

#### 外城組織（農政組織）
外城（郷）は、数ヶ村からなり、麓（府本）と称せられる地区に藩の役所である地頭仮屋（または領主仮屋）が置かれ、その周囲に外城士が居住していた。外城制度の主目的は軍事にあり、郷内支配は地頭を中心に所三役、即ち郷士年寄、組頭、横目の上級武士により運営された。
ⅰ.郷士年寄 － 当初、「 噯（あつかい）」と呼ばれていたが、天明3年（1783年）に「郷士年寄」と改名された。数名の合議制で全般の政務を担当する。
ⅱ.組頭 － 郷士を数組に分けた各組の頭であり、郷士指導及び外城警備を担当する。
ⅲ.横目 － 数名からなり、諸務取次、検察訴訟を担当する。
- 庄屋 － 村には村政の責任者である庄屋が1村に1人派遣され、郷士がその任にあたった。任期は7～8年であった。庄屋は門百姓の年貢、賦役の徴収に当る一方で、防犯から二才衆の教育に至るまで村政全般を管掌した。

- 名主 － 村は、数カ所の方限に分割されており、名頭の有力者の中から名主が数名任命されて、各方限を統治していた。

- 名頭 － 方限の中は、門と称される農業経営単位に分けられ、農民は、門に属して耕作に当った。門には名頭と呼ばれる門の長のいる農家と一般の平百姓の名子のいる農家とで構成されていた。

#### 外城士
薩摩藩士は、私領を有する上級家臣の城下士及びその家来の家中士と藩主直轄の家臣である外城士とに分けられた。
外城士の特徴は
- ⅰ.藩主から任命される地頭の支配下に置かれたこと。
- ⅱ.薩摩藩士の90％を占めていたが、与えられた土地は全体の 30％であったこと。
- ⅲ.半農半士であり、18％の税金を徴収されていたこと。
- ⅳ.鹿児島城中の公事に召集されたこと等である。

城下士（家中士）と外城士という二重構造の家臣団の中で藩主の求める忠は、城下士と外城士とでは異なっていた。城下士に求める忠は、藩主に対する天性の忠と城下士と家中士との義合の忠である。それは、城下士と家中士の良好な君臣関係を維持するための上級武士階級の下級武士に対する労務管理心得であった。一方藩主が直轄の外城士に求める忠は君のため、国のために命を投げ出す天性の忠のみであった。

### 門割制度
（薩摩藩村落の図式）
|    |    |    |    |    |    |  |  |      |      |      |      |      |      |  |  | 郷 （郷士年寄） |               |               |               |               |               |  |  |      |      |      |      |      |      |  |  |    |    |    |    |    |    |  |  |  |  |  |  |  |  |  |  |  |  |  |  |  |  |  |  |  |  |  |  |  |  |  |  |
|    |    |    |    |    |    |  |  |      |      |      |      |      |      |  |  |                 |               |               |               |               |               |  |  |      |      |      |      |      |      |  |  |    |    |    |    |    |    |  |  |  |  |  |  |  |  |  |  |  |  |  |  |  |  |  |  |  |  |  |  |  |  |  |  |
|    |    |    |    |    |    |  |  |      |      |      |      |      |      |  |  |                 |               |               |               |               |               |  |  |      |      |      |      |      |      |  |  |    |    |    |    |    |    |  |  |  |  |  |  |  |  |  |  |  |  |  |  |  |  |  |  |  |  |  |  |  |  |  |  |
|    |    |    |    |    |    |  |  | 村   | 村   | 村   | 村   | 村   | 村   |  |  | 村 （庄屋）     | 村 （庄屋）   | 村 （庄屋）   | 村 （庄屋）   | 村 （庄屋）   | 村 （庄屋）   |  |  | 村   | 村   | 村   | 村   | 村   | 村   |  |  |    |    |    |    |    |    |  |  |  |  |  |  |  |  |  |  |  |  |  |  |  |  |  |  |  |  |  |  |  |  |  |  |
|    |    |    |    |    |    |  |  | 村   | 村   | 村   | 村   | 村   | 村   |  |  | 村 （庄屋）     | 村 （庄屋）   | 村 （庄屋）   | 村 （庄屋）   | 村 （庄屋）   | 村 （庄屋）   |  |  | 村   | 村   | 村   | 村   | 村   | 村   |  |  |    |    |    |    |    |    |  |  |  |  |  |  |  |  |  |  |  |  |  |  |  |  |  |  |  |  |  |  |  |  |  |  |
|    |    |    |    |    |    |  |  |      |      |      |      |      |      |  |  |                 |               |               |               |               |               |  |  |      |      |      |      |      |      |  |  |    |    |    |    |    |    |  |  |  |  |  |  |  |  |  |  |  |  |  |  |  |  |  |  |  |  |  |  |  |  |  |  |
|    |    |    |    |    |    |  |  | 方限 | 方限 | 方限 | 方限 | 方限 | 方限 |  |  | 方限 （名主）   | 方限 （名主） | 方限 （名主） | 方限 （名主） | 方限 （名主） | 方限 （名主） |  |  | 方限 | 方限 | 方限 | 方限 | 方限 | 方限 |  |  |    |    |    |    |    |    |  |  |  |  |  |  |  |  |  |  |  |  |  |  |  |  |  |  |  |  |  |  |  |  |  |  |
|    |    |    |    |    |    |  |  | 方限 | 方限 | 方限 | 方限 | 方限 | 方限 |  |  | 方限 （名主）   | 方限 （名主） | 方限 （名主） | 方限 （名主） | 方限 （名主） | 方限 （名主） |  |  | 方限 | 方限 | 方限 | 方限 | 方限 | 方限 |  |  |    |    |    |    |    |    |  |  |  |  |  |  |  |  |  |  |  |  |  |  |  |  |  |  |  |  |  |  |  |  |  |  |
|    |    |    |    |    |    |  |  |      |      |      |      |      |      |  |  |                 |               |               |               |               |               |  |  |      |      |      |      |      |      |  |  |    |    |    |    |    |    |  |  |  |  |  |  |  |  |  |  |  |  |  |  |  |  |  |  |  |  |  |  |  |  |  |  |
| 門 | 門 | 門 | 門 | 門 | 門 |  |  | 門   | 門   | 門   | 門   | 門   | 門   |  |  | 門 （名頭）     | 門 （名頭）   | 門 （名頭）   | 門 （名頭）   | 門 （名頭）   | 門 （名頭）   |  |  | 門   | 門   | 門   | 門   | 門   | 門   |  |  | 門 | 門 | 門 | 門 | 門 | 門 |  |  |  |  |  |  |  |  |  |  |  |  |  |  |  |  |  |  |  |  |  |  |  |  |  |  |
| 門 | 門 | 門 | 門 | 門 | 門 |  |  | 門   | 門   | 門   | 門   | 門   | 門   |  |  | 門 （名頭）     | 門 （名頭）   | 門 （名頭）   | 門 （名頭）   | 門 （名頭）   | 門 （名頭）   |  |  | 門   | 門   | 門   | 門   | 門   | 門   |  |  | 門 | 門 | 門 | 門 | 門 | 門 |  |  |  |  |  |  |  |  |  |  |  |  |  |  |  |  |  |  |  |  |  |  |  |  |  |  |
|    |    |    |    |    |    |  |  |      |      |      |      |      |      |  |  |                 |               |               |               |               |               |  |  |      |      |      |      |      |      |  |  |    |    |    |    |    |    |  |  |  |  |  |  |  |  |  |  |  |  |  |  |  |  |  |  |  |  |  |  |  |  |  |  |
|    |    |    |    |    |    |  |  | 家部 | 家部 | 家部 | 家部 | 家部 | 家部 |  |  | 家部 （名子）   | 家部 （名子） | 家部 （名子） | 家部 （名子） | 家部 （名子） | 家部 （名子） |  |  | 家部 | 家部 | 家部 | 家部 | 家部 | 家部 |  |  |    |    |    |    |    |    |  |  |  |  |  |  |  |  |  |  |  |  |  |  |  |  |  |  |  |  |  |  |  |  |  |  |
|    |    |    |    |    |    |  |  | 家部 | 家部 | 家部 | 家部 | 家部 | 家部 |  |  | 家部 （名子）   | 家部 （名子） | 家部 （名子） | 家部 （名子） | 家部 （名子） | 家部 （名子） |  |  | 家部 | 家部 | 家部 | 家部 | 家部 | 家部 |  |  |    |    |    |    |    |    |  |  |  |  |  |  |  |  |  |  |  |  |  |  |  |  |  |  |  |  |  |  |  |  |  |  |
|    |    |    |    |    |    |  |  |      |      |      |      |      |      |  |  |                 |               |               |               |               |               |  |  |      |      |      |      |      |      |  |  |    |    |    |    |    |    |  |  |  |  |  |  |  |  |  |  |  |  |  |  |  |  |  |  |  |  |  |  |  |  |  |  |
|    |    |    |    |    |    |  |  | 家族 | 家族 | 家族 | 家族 | 家族 | 家族 |  |  | 家族            | 家族          | 家族          | 家族          | 家族          | 家族          |  |  | 名子 | 名子 | 名子 | 名子 | 名子 | 名子 |  |  |    |    |    |    |    |    |  |  |  |  |  |  |  |  |  |  |  |  |  |  |  |  |  |  |  |  |  |  |  |  |  |  |

門割とは、藩の検地事業の結果によって、耕地の割換えと門農民の所属配置換えを同時に行い、農村秩序（支配秩序）を再編成することである。検地によって「門毎の耕地面積及び等級」、農民の「年齢」「性別」「身分」「健康状態」「牛馬数」等を調査し、その結果に基づいて門の農民の年貢や賦役負担の平準化を行い、その基準を達成できるように各門の耕作面積の配分や労働力の再配分を行った。そのため、農民の家族分割や居住地の強制的な変更が検地の度になされた。これが「人配（にんぺ）」と称された。門の耕作地は門地といわれその私有は禁じられていたが、近世には割換制と均分制が結合して適用された。

### 関所
薩摩藩は他藩の者が藩内に入ることを厳しく制限することで当時鎖国していた日本にあって、二重鎖国の政策を徹底的に貫いていた。境目番所（関所）としては、野間、小川内、去川、八郎ヶ野、夏井、求麻口（榎田）、紙屋、梶山、寺柱の九箇所があったが、その中でも陸路においては「出水筋」「大口筋」「高岡筋」が代表的な街道であり、
それぞれに「薩摩の三大関所」としては、出水筋の「野間の関所」   大口筋の「小川内関所」   高岡筋の「去川関所」が有名であった。その他、藩境には「100ヶ所前後の辺路番所」を設置し、不穏な者の入国、薩摩領民の出奔を監視していた。

### 関外四郷
現在の宮崎県東諸県郡の中で薩摩藩領でありながら、去川関所の外側にあって比較的他藩との交流が容易であった、関外四郷と呼ばれていた地域があった。
- 穆佐郷（小山田村、下倉永村、上倉永村）
- 倉岡郷（糸原村、有田村）
- 高岡郷（高岡町、田尻村、深年村、入野村、向高村、浦之名村、八代北俣村、飯田村、五町村、内山村、高浜村、八代南俣村、花見村）
- 綾郷（南俣村、北俣村）

## 幕末の領地
- 薩摩国一円
  - 出水郡 - 38村
  - 伊佐郡 - 49村
  - 薩摩郡 - 29村
  - 高城郡 - 11村
  - 日置郡 - 50村
  - 鹿児島郡 - 24村
  - 谿山郡 - 9村
  - 揖宿郡 - 11村
  - 頴娃郡 - 8村
  - 給黎郡 - 8村
  - 阿多郡 - 20村
  - 川辺郡 - 36村
  - 甑島郡 - 14村

- 大隅国一円
  - 菱刈郡 - 13村
  - 始羅郡 - 38村
  - 桑原郡 - 25村
  - 囎唹郡 - 53村
  - 肝属郡 - 41村
  - 大隅郡 - 43村
  - 熊毛郡 - 15村
  - 馭謨郡 - 20村
- 日向国
  - 諸県郡 - 1町130村

- 琉球国諸嶋：これには奄美群島も含まれるが、奄美群島は琉球侵攻（己酉の乱）の戦後処理で薩摩藩の蔵入地となっており、江戸時代を通じて奄美群島は琉球国の管轄とされながらも、琉球王国の完全な支配を脱していた。奄美群島は明治維新後には薩摩国管轄として扱われた時期があり、その後1879年（明治12年）に大島郡として発足した際、大隅国管轄となった。

上記のほか、明治維新後に日高国浦河郡、様似郡、十勝国広尾郡、当縁郡、河西郡を管轄したが、後に当縁郡は田安徳川家に、河西郡は一橋徳川家にそれぞれ移管された。

### 薩摩藩における郷の一覧

文政期における薩摩藩の私領と郷の地図

薩摩藩の郷（外城）には、その構成規模に大小があり、郷士戸数によって「大郷・中郷・小郷及び私領地」に区分されていた。各地の郷村は郷士の居住する麓が中央にあり、それに続いて町人の居住区（野町または浦町）、次に百姓の住む在が広がっているのが一般の形態で、海岸や河岸の舟着きのよい所に漁師の住む浦浜があった。町人の居住区に門前町もあったが、城下以外では志布志、加世田、大崎の3ヶ所に小規模のものがあったのみである。藩内の本街道には境目番所があり、それ以外の脇街道には辺路番所が網の目のように置かれ、藩境を出入りする通行人の取り締まりが行われた。また、主要な河川や津口には津口番所が置かれ、出入りする船を厳しく改めていた。
薩摩藩における郷の数は延享元年以降、113内私領21となっていたが、維新前後に若干の統廃合が行われ、明治4年の『薩隅日地理纂考』には104と記録されていた。郷の数は近代に入ってもほぼそのまま町村に継承された為「鹿児島県の町村は他府県の町村に比して区域も大であり、人口も遙かに多い」という特徴を示した。
以下は薩摩藩における郷の一覧である。なお、「鹿児島」に関しては鹿児島城下46町及び周辺24村の総称として用いられ郷は設置されていない。
| 郡       | 郷       | 領主                  | 郷の特徴             | 郷士数 | 石高  | 村数 | 陸路の主要街道                                     | 港 | 野町 | 浦町 | 境目番所 | 津口番所 |
| -------- | -------- | --------------------- | -------------------- | ------ | ----- | ---- | -------------------------------------------------- | -- | ---- | ---- | -------- | -------- |
| 鹿児島郡 | 鹿児島   | 藩直轄領              | 鹿児島城下及び近在村 |        | 24505 | 70   | 出水筋 大口筋 高岡筋 志布志筋 加久藤筋 綾筋 寺柱筋 | ○  | ○    |      |          | ○        |
| 鹿児島郡 | 吉田     | 藩直轄領              | 中郷                 | 557    | 6113  | 5    |                                                    |    | ○    |      |          |          |
| 谿谷郡   | 谷山     | 藩直轄領              | 大郷                 | 1340   | 13865 | 9    |                                                    |    |      | ○    |          |          |
| 給黎郡   | 喜入     | 喜入氏                | 私領地               | 997    | 4183  | 2    |                                                    |    |      |      |          |          |
| 給黎郡   | 知覧     | 佐多氏                | 私領地               | 1976   | 5463  | 6    |                                                    | ○  | ○    |      |          |          |
| 揖宿郡   | 指宿     | 今和泉島津家          | 大郷                 | 574    | 8341  | 4    |                                                    |    |      | ○    |          |          |
| 揖宿郡   | 今和泉   | 今和泉島津家          | 私領地               | 424    | 3290  | 5    |                                                    |    | ○    |      |          |          |
| 揖宿郡   | 山川     | 今和泉島津家          | 小郷                 | 110    | 4040  | 4    |                                                    | ○  |      | ○    |          | ○        |
| 頴娃郡   | 頴娃     | 藩直轄領              | 大郷                 | 997    | 9952  | 6    |                                                    |    | ○    |      |          |          |
| 川辺郡   | 川辺     | 藩直轄領              | 大郷                 | 893    | 10309 | 13   |                                                    |    | ○    |      |          |          |
| 川辺郡   | 加世田   | 藩直轄領              | 大郷                 | 2853   | 13458 | 14   |                                                    | ○  | ○    |      |          |          |
| 川辺郡   | 山田     | 藩直轄領              | 小郷                 | 580    | 2818  | 3    |                                                    |    |      |      |          |          |
| 川辺郡   | 鹿籠     | 喜入氏                | 私領地               | 1265   | 3130  | 1    |                                                    |    |      |      |          |          |
| 川辺郡   | 坊泊     | 藩直轄領              | 小郷                 | 237    | 520   | 2    |                                                    | ○  |      |      |          | ○        |
| 川辺郡   | 久志秋目 | 藩直轄領              | 小郷                 | 323    | 630   | 2    |                                                    | ○  |      |      |          |          |
| 阿多郡   | 阿多     | 藩直轄領              | 中郷                 | 831    | 4892  | 6    |                                                    |    | ○    |      |          |          |
| 阿多郡   | 田布施   | 藩直轄領              | 中郷                 | 786    | 6707  | 4    |                                                    |    | ○    |      |          |          |
| 阿多郡   | 伊作     | 藩直轄領              | 中郷                 | 1290   | 7005  | 10   |                                                    |    | ○    |      |          |          |
| 日置郡   | 吉利     | 小松氏 （禰寝氏）     | 私領地               | 357    | 2099  | 1    |                                                    |    |      |      |          |          |
| 日置郡   | 永吉     | 永吉家                | 私領地               | 889    | 2382  | 1    |                                                    |    |      |      |          |          |
| 日置郡   | 日置     | 日置島津家            | 私領地               | 635    | 3175  | 2    |                                                    |    |      |      |          |          |
| 日置郡   | 伊集院   | 藩直轄領              | 大郷                 | 909    | 16012 | 29   |                                                    |    | ○    |      |          |          |
| 日置郡   | 郡山     | 藩直轄領              | 小郷                 | 708    | 5633  | 6    |                                                    |    |      |      |          |          |
| 日置郡   | 市来     | 藩直轄領              | 中郷                 | 1358   | 11061 | 8    | 出水筋                                             |    | ○    | ○    |          | ○        |
| 日置郡   | 串木野   | 藩直轄領              | 中郷                 | 709    | 8224  | 4    |                                                    |    |      | ○    |          |          |
| 薩摩郡   | 百次     | 入来院氏              | 小郷                 | 180    | 1241  | 2    |                                                    |    |      |      |          |          |
| 薩摩郡   | 山田     | 藩直轄領              | 小郷                 | 298    | 1412  | 1    |                                                    |    |      |      |          |          |
| 薩摩郡   | 隈之城   | 藩直轄領              | 中郷                 | 956    | 6396  | 3    |                                                    |    |      | ○    |          |          |
| 薩摩郡   | 平佐     | 平佐北郷氏            | 私領地               | 1634   | 2570  | 2    |                                                    |    |      | ○    |          |          |
| 薩摩郡   | 高江     | 藩直轄領              | 中郷                 | 344    | 3320  | 3    |                                                    | ○  |      | ○    |          |          |
| 薩摩郡   | 中郷     | 藩直轄領              | 小郷                 | 215    | 1298  | 1    |                                                    |    |      | ○    |          |          |
| 薩摩郡   | 東郷     | 藩直轄領              | 中郷                 | 988    | 7062  | 8    |                                                    |    | ○    | ○    |          |          |
| 薩摩郡   | 入来     | 入来院氏              | 私領地               | 1080   | 5045  | 2    |                                                    |    | ○    |      |          |          |
| 薩摩郡   | 樋脇     | 藩直轄領              | 中郷                 | 630    | 9087  | 6    |                                                    |    | ○    |      |          |          |
| 伊佐郡   | 山崎     | 藩直轄領              | 小郷                 | 274    | 4725  | 5    |                                                    |    | ○    |      |          |          |
| 伊佐郡   | 宮之城   | 宮之城島津氏          | 私領地               | 2476   | 8709  | 8    |                                                    |    | ○    |      |          |          |
| 伊佐郡   | 鶴田     | 藩直轄領              | 中郷                 | 417    | 5164  | 4    |                                                    |    | ○    |      |          |          |
| 伊佐郡   | 大村     | 藩直轄領              | 中郷                 | 544    | 6131  | 4    |                                                    |    | ○    |      |          |          |
| 伊佐郡   | 黒木     | 帖佐島津家 （豊州家） | 私領地               | 420    | 1720  | 1    |                                                    |    |      |      |          |          |
| 伊佐郡   | 佐志     | 佐志島津氏            | 私領地               | 346    | 2561  | 2    |                                                    |    |      |      |          |          |
| 伊佐郡   | 藺牟田   | 樺山氏                | 私領地               | 508    | 1659  | 1    |                                                    |    |      |      |          |          |
| 伊佐郡   | 大口     | 藩直轄領              | 大郷                 | 844    | 11978 | 15   | 大口筋                                             |    | ○    |      | ○        |          |
| 伊佐郡   | 羽月     | 藩直轄領              | 中郷                 | 405    | 6017  | 9    |                                                    |    | ○    |      |          |          |
| 伊佐郡   | 山野     | 藩直轄領              | 小郷                 | 207    | 2000  | 1    |                                                    |    | ○    |      |          |          |
| 出水郡   | 出水     | 藩直轄領              | 大郷                 | 2810   | 22123 | 11   | 出水筋                                             | ○  | ○    | ○    | ○        | ○        |
| 出水郡   | 高尾野   | 藩直轄領              | 小郷                 | 856    | 5337  | 6    |                                                    |    | ○    |      |          |          |
| 出水郡   | 野田     | 藩直轄領              | 小郷                 | 396    | 5194  | 2    |                                                    |    | ○    |      |          |          |
| 出水郡   | 長島     | 藩直轄領              | 中郷                 | 1138   | 3428  | 12   |                                                    |    |      |      |          | ○        |
| 出水郡   | 阿久根   | 藩直轄領              | 中郷                 | 531    | 8893  | 8    | 出水筋                                             | ○  |      | ○    |          | ○        |
| 高城郡   | 高城     | 藩直轄領              | 中郷                 | 1528   | 5200  | 5    |                                                    |    | ○    |      |          |          |
| 高城郡   | 水引     | 藩直轄領              | 中郷                 | 573    | 8011  | 5    |                                                    | ○  |      | ○    |          | ○        |
| 甑島郡   | 甑島     | 藩直轄領              | 中郷                 | 1950   | 3517  | 14   |                                                    |    |      |      |          | ○        |

| 郡     | 郷     | 領主         | 郷の特徴 | 郷士数 | 石高  | 村数 | 陸路の主要街道                              | 港 | 野町 | 浦町 | 境目番所 | 津口番所 |
| ------ | ------ | ------------ | -------- | ------ | ----- | ---- | ------------------------------------------- | -- | ---- | ---- | -------- | -------- |
| 大隅郡 | 桜島   | 藩直轄領     | 中郷     | 1249   | 2705  | 19   |                                             |    | ○    |      |          |          |
| 大隅郡 | 牛根   | 藩直轄領     | 小郷     | 395    | 1197  | 3    |                                             |    |      |      |          |          |
| 大隅郡 | 垂水   | 垂水島津氏   | 私領地   | 1669   | 6723  | 9    |                                             |    |      | ○    |          |          |
| 大隅郡 | 大根占 | 藩直轄領     | 中郷     | 341    | 5639  | 3    |                                             |    |      |      |          |          |
| 大隅郡 | 小根占 | 藩直轄領     | 大郷     | 549    | 7293  | 5    |                                             |    |      | ○    |          |          |
| 大隅郡 | 佐多   | 藩直轄領     | 中郷     | 264    | 3554  | 4    |                                             | ○  |      |      |          |          |
| 大隅郡 | 田代   | 藩直轄領     | 小郷     | 241    | 2654  | 2    |                                             |    |      |      |          |          |
| 肝属郡 | 内之浦 | 藩直轄領     | 小郷     | 99     | 4482  | 3    |                                             | ○  |      |      |          | ○        |
| 肝属郡 | 高山   | 藩直轄領     | 大郷     | 548    | 11409 | 7    |                                             |    | ○    |      |          |          |
| 肝属郡 | 吾平   | 藩直轄領     | 中郷     | 179    | 7044  | 3    |                                             |    | ○    |      |          |          |
| 肝属郡 | 大姶良 | 藩直轄領     | 中郷     | 243    | 7487  | 7    |                                             |    |      |      |          |          |
| 肝属郡 | 新城   | 新城島津氏   | 私領地   | 861    | 1274  | 1    |                                             |    | ○    |      |          |          |
| 肝属郡 | 花岡   | 花岡島津氏   | 私領地   | 348    | 1583  | 2    |                                             |    | ○    |      |          |          |
| 肝属郡 | 鹿屋   | 藩直轄領     | 中郷     | 359    | 9825  | 5    |                                             |    | ○    | ○    |          |          |
| 肝属郡 | 串良   | 藩直轄領     | 大郷     | 429    | 18023 | 10   |                                             | ○  | ○    | ○    |          |          |
| 肝属郡 | 高隈   | 藩直轄領     | 小郷     | 99     | 3074  | 2    |                                             |    | ○    |      |          |          |
| 肝属郡 | 百引   | 藩直轄領     | 小郷     | 308    | 3238  | 2    |                                             |    |      |      |          |          |
| 囎唹郡 | 市成   | 市成島津氏   | 私領地   | 380    | 2341  | 2    |                                             |    |      |      |          |          |
| 囎唹郡 | 恒吉   | 藩直轄領     | 小郷     | 209    | 3447  | 4    |                                             |    | ○    |      |          |          |
| 囎唹郡 | 末吉   | 藩直轄領     | 大郷     | 1041   | 17410 | 7    | 志布志筋                                    |    | ○    |      |          |          |
| 囎唹郡 | 財部   | 藩直轄領     | 中郷     | 878    | 8791  | 3    |                                             |    |      |      |          |          |
| 囎唹郡 | 福山   | 藩直轄領     | 中郷     | 565    | 2672  | 2    | 高岡筋 志布志筋                             |    |      | ○    |          |          |
| 囎唹郡 | 敷根   | 藩直轄領     | 小郷     | 387    | 3285  | 3    |                                             |    |      |      |          |          |
| 囎唹郡 | 国分   | 藩直轄領     | 大郷     | 1759   | 23246 | 19   |                                             |    | ○    | ○    |          |          |
| 囎唹郡 | 清水   | 藩直轄領     | 中郷     | 1153   | 5594  | 5    |                                             |    |      |      |          |          |
| 囎唹郡 | 曽於郡 | 藩直轄領     | 小郷     | 1019   | 5443  | 5    |                                             |    |      |      |          |          |
| 桑原郡 | 踊     | 藩直轄領     | 中郷     | 401    | 5331  | 6    |                                             |    | ○    |      |          |          |
| 桑原郡 | 日当山 | 藩直轄領     | 小郷     | 352    | 2495  | 4    |                                             |    |      |      |          |          |
| 桑原郡 | 横川   | 藩直轄領     | 中郷     | 577    | 4476  | 3    | 大口筋 加久藤筋                             |    | ○    |      |          |          |
| 桑原郡 | 栗野   | 藩直轄領     | 中郷     | 485    | 8130  | 7    |                                             |    | ○    |      |          |          |
| 桑原郡 | 吉松   | 藩直轄領     | 中郷     | 439    | 5109  | 5    |                                             |    | ○    |      |          |          |
| 菱刈郡 | 湯之尾 | 藩直轄領     | 小郷     | 273    | 3107  | 2    |                                             |    | ○    |      |          |          |
| 菱刈郡 | 馬越   | 加治木島津氏 | 小郷     | 266    | 4417  | 3    |                                             |    | ○    |      |          |          |
| 菱刈郡 | 曽木   | 藩直轄領     | 小郷     | 327    | 4162  | 3    |                                             |    | ○    |      |          |          |
| 菱刈郡 | 本城   | 藩直轄領     | 中郷     | 406    | 5584  | 4    |                                             |    | ○    |      |          |          |
| 始羅郡 | 溝辺   | 藩直轄領     | 中郷     | 362    | 4535  | 5    |                                             |    | ○    |      |          |          |
| 始羅郡 | 加治木 | 加治木島津氏 | 私領地   | 1827   | 10208 | 6    | 大口筋 高岡筋 志布志筋 加久藤筋 綾筋 寺柱筋 |    |      | ○    |          |          |
| 始羅郡 | 帖佐   | 藩直轄領     | 中郷     | 967    | 10068 | 11   |                                             |    | ○    | ○    |          |          |
| 始羅郡 | 重富   | 重富島津氏   | 私領地   | 567    | 3270  | 4    |                                             |    | ○    |      |          |          |
| 始羅郡 | 山田   | 藩直轄領     | 小郷     | 482    | 5101  | 6    |                                             |    | ○    |      |          |          |
| 始羅郡 | 蒲生   | 藩直轄領     | 中郷     | 1506   | 9453  | 8    |                                             |    | ○    |      |          |          |
| 熊毛郡 | 種子島 | 種子島氏     | 私領地   | 4280   | 10067 | 18   |                                             |    | ○    |      |          |          |
| 護謨郡 | 屋久島 | 藩直轄領     | 小郷     | 384    | 1384  | 4    |                                             |    |      |      |          |          |

| 郡     | 郷     | 領主                  | 郷の特徴 | 郷士数 | 石高  | 村数 | 陸路の主要街道 | 港 | 野町 | 浦町 | 境目番所 | 津口番所 |
| ------ | ------ | --------------------- | -------- | ------ | ----- | ---- | -------------- | -- | ---- | ---- | -------- | -------- |
| 諸県郡 | 大崎   | 藩直轄領              | 中郷     | 858    | 10788 | 10   |                |    | ○    |      |          |          |
| 諸県郡 | 志布志 | 藩直轄領              | 大郷     | 1002   | 13707 | 12   | 志布志筋       | ○  |      | ○    | ○        | ○        |
| 諸県郡 | 松山   | 藩直轄領              | 小郷     | 204    | 2272  | 3    |                |    | ○    |      |          |          |
| 諸県郡 | 都城   | 都城島津氏 （北郷氏） | 私領地   | 4397   | 34124 | 26   |                |    | ○    |      | ○        |          |
| 諸県郡 | 勝岡   | 藩直轄領              | 中郷     | 418    | 3527  | 3    |                |    |      |      |          |          |
| 諸県郡 | 山之口 | 藩直轄領              | 小郷     | 288    | 4262  | 3    |                |    |      |      |          |          |
| 諸県郡 | 高城   | 藩直轄領              | 大郷     | 472    | 9810  | 7    | 高岡筋         |    | ○    |      |          |          |
| 諸県郡 | 穆佐   | 藩直轄領              | 中郷     | 347    | 3878  | 3    |                |    | ○    |      |          |          |
| 諸県郡 | 倉岡   | 藩直轄領              | 小郷     | 229    | 1592  | 2    |                |    | ○    |      |          | ○        |
| 諸県郡 | 高岡   | 藩直轄領              | 大郷     | 1478   | 19159 | 12   | 高岡筋         |    | ○    |      | ○        |          |
| 諸県郡 | 綾     | 藩直轄領              | 小郷     | 565    | 4436  | 2    | 綾筋           |    | ○    |      |          |          |
| 諸県郡 | 野尻   | 藩直轄領              | 中郷     | 620    | 4047  | 5    |                |    | ○    |      | ○        |          |
| 諸県郡 | 高原   | 藩直轄領              | 中郷     | 503    | 5740  | 5    | 綾筋           |    | ○    |      |          |          |
| 諸県郡 | 高崎   | 藩直轄領              | 小郷     | 318    | 3732  | 3    |                |    | ○    |      |          |          |
| 諸県郡 | 小林   | 藩直轄領              | 大郷     | 778    | 9853  | 7    |                |    | ○    |      |          |          |
| 諸県郡 | 須木   | 藩直轄領              | 小郷     | 470    | 1128  | 1    |                |    | ○    |      |          |          |
| 諸県郡 | 飯野   | 藩直轄領              | 中郷     | 550    | 10791 | 10   |                |    | ○    |      |          |          |
| 諸県郡 | 加久藤 | 藩直轄領              | 中郷     | 442    | 8929  | 10   | 加久藤筋       |    | ○    |      | ○        |          |
| 諸県郡 | 馬関田 | 藩直轄領              | 小郷     | 182    | 3194  | 4    |                |    | ○    |      |          |          |
| 諸県郡 | 吉田   | 藩直轄領              | 小郷     | 319    | 3604  | 6    |                |    | ○    |      |          |          |

### 廃藩置県後の領域
| 郡 （郡区町村編制法施行後） | 郡 （町村制施行後） | 郷         | 県 （第一次府県統合後） | 県 （第二次府県統合後） |
| --------------------------- | ------------------- | ---------- | ----------------------- | ----------------------- |
| 鹿児島郡                    | 鹿児島郡            | 鹿児島     | 鹿児島県                | 鹿児島県                |
| 鹿児島郡                    | 鹿児島郡            | 吉田       | 鹿児島県                | 鹿児島県                |
| 谿山郡                      | 谿山郡              | 谷山       | 鹿児島県                | 鹿児島県                |
| 給黎郡                      | 給黎郡              | 喜入       | 鹿児島県                | 鹿児島県                |
| 給黎郡                      | 給黎郡              | 知覧       | 鹿児島県                | 鹿児島県                |
| 揖宿郡                      | 揖宿郡              | 指宿       | 鹿児島県                | 鹿児島県                |
| 揖宿郡                      | 揖宿郡              | 今和泉     | 鹿児島県                | 鹿児島県                |
| 揖宿郡                      | 揖宿郡              | 山川       | 鹿児島県                | 鹿児島県                |
| 頴娃郡                      | 頴娃郡              | 頴娃       | 鹿児島県                | 鹿児島県                |
| 川辺郡                      | 川辺郡              | 川辺       | 鹿児島県                | 鹿児島県                |
| 川辺郡                      | 川辺郡              | 加世田     | 鹿児島県                | 鹿児島県                |
| 川辺郡                      | 川辺郡              | 山田       | 鹿児島県                | 鹿児島県                |
| 川辺郡                      | 川辺郡              | 鹿籠       | 鹿児島県                | 鹿児島県                |
| 川辺郡                      | 川辺郡              | 坊泊       | 鹿児島県                | 鹿児島県                |
| 川辺郡                      | 川辺郡              | 久志秋目   | 鹿児島県                | 鹿児島県                |
| 川辺郡                      | 川辺郡              | トカラ列島 | 鹿児島県                | 鹿児島県                |
| 阿多郡                      | 阿多郡              | 阿多       | 鹿児島県                | 鹿児島県                |
| 阿多郡                      | 阿多郡              | 田布施     | 鹿児島県                | 鹿児島県                |
| 阿多郡                      | 阿多郡              | 伊作       | 鹿児島県                | 鹿児島県                |
| 日置郡                      | 日置郡              | 吉利       | 鹿児島県                | 鹿児島県                |
| 日置郡                      | 日置郡              | 永吉       | 鹿児島県                | 鹿児島県                |
| 日置郡                      | 日置郡              | 日置       | 鹿児島県                | 鹿児島県                |
| 日置郡                      | 日置郡              | 伊集院     | 鹿児島県                | 鹿児島県                |
| 日置郡                      | 日置郡              | 郡山       | 鹿児島県                | 鹿児島県                |
| 日置郡                      | 日置郡              | 市来       | 鹿児島県                | 鹿児島県                |
| 日置郡                      | 日置郡              | 串木野     | 鹿児島県                | 鹿児島県                |
| 薩摩郡                      | 薩摩郡              | 百次       | 鹿児島県                | 鹿児島県                |
| 薩摩郡                      | 薩摩郡              | 山田       | 鹿児島県                | 鹿児島県                |
| 薩摩郡                      | 薩摩郡              | 隅之城     | 鹿児島県                | 鹿児島県                |
| 薩摩郡                      | 薩摩郡              | 平佐       | 鹿児島県                | 鹿児島県                |
| 薩摩郡                      | 薩摩郡              | 高江       | 鹿児島県                | 鹿児島県                |
| 薩摩郡                      | 薩摩郡              | 中郷       | 鹿児島県                | 鹿児島県                |
| 薩摩郡                      | 薩摩郡              | 東郷       | 鹿児島県                | 鹿児島県                |
| 薩摩郡                      | 薩摩郡              | 入来       | 鹿児島県                | 鹿児島県                |
| 薩摩郡                      | 薩摩郡              | 樋脇       | 鹿児島県                | 鹿児島県                |
| 伊佐郡                      | 南伊佐郡            | 山崎       | 鹿児島県                | 鹿児島県                |
| 伊佐郡                      | 南伊佐郡            | 宮之城     | 鹿児島県                | 鹿児島県                |
| 伊佐郡                      | 南伊佐郡            | 鶴田       | 鹿児島県                | 鹿児島県                |
| 伊佐郡                      | 南伊佐郡            | 大村       | 鹿児島県                | 鹿児島県                |
| 伊佐郡                      | 南伊佐郡            | 黒木       | 鹿児島県                | 鹿児島県                |
| 伊佐郡                      | 南伊佐郡            | 佐志       | 鹿児島県                | 鹿児島県                |
| 伊佐郡                      | 南伊佐郡            | 藺牟田     | 鹿児島県                | 鹿児島県                |
| 伊佐郡                      | 北伊佐郡            | 大口       | 鹿児島県                | 鹿児島県                |
| 伊佐郡                      | 北伊佐郡            | 羽月       | 鹿児島県                | 鹿児島県                |
| 伊佐郡                      | 北伊佐郡            | 山野       | 鹿児島県                | 鹿児島県                |
| 出水郡                      | 出水郡              | 出水       | 鹿児島県                | 鹿児島県                |
| 出水郡                      | 出水郡              | 高尾野     | 鹿児島県                | 鹿児島県                |
| 出水郡                      | 出水郡              | 野田       | 鹿児島県                | 鹿児島県                |
| 出水郡                      | 出水郡              | 長島       | 鹿児島県                | 鹿児島県                |
| 出水郡                      | 出水郡              | 阿久根     | 鹿児島県                | 鹿児島県                |
| 高城郡                      | 高城郡              | 高城       | 鹿児島県                | 鹿児島県                |
| 高城郡                      | 高城郡              | 水引       | 鹿児島県                | 鹿児島県                |
| 甑島郡                      | 甑島郡              | 甑島       | 鹿児島県                | 鹿児島県                |

| 郡 （郡区町村編制法施行後） | 郡 （町村制施行後） | 郷       | 県 （第一次府県統合後） | 県 （第二次府県統合後） |
| --------------------------- | ------------------- | -------- | ----------------------- | ----------------------- |
| 大隅郡                      | 北大隅郡            | 桜島     | 都城県                  | 鹿児島県                |
| 大隅郡                      | 南大隅郡            | 牛根     | 都城県                  | 鹿児島県                |
| 大隅郡                      | 南大隅郡            | 垂水     | 都城県                  | 鹿児島県                |
| 大隅郡                      | 南大隅郡            | 大根占   | 都城県                  | 鹿児島県                |
| 大隅郡                      | 南大隅郡            | 小根占   | 都城県                  | 鹿児島県                |
| 大隅郡                      | 南大隅郡            | 佐多     | 都城県                  | 鹿児島県                |
| 大隅郡                      | 南大隅郡            | 田代     | 都城県                  | 鹿児島県                |
| 肝属郡                      | 肝属郡              | 内之浦   | 都城県                  | 鹿児島県                |
| 肝属郡                      | 肝属郡              | 高山     | 都城県                  | 鹿児島県                |
| 肝属郡                      | 肝属郡              | 吾平     | 都城県                  | 鹿児島県                |
| 肝属郡                      | 肝属郡              | 大姶良   | 都城県                  | 鹿児島県                |
| 肝属郡                      | 肝属郡              | 新城     | 都城県                  | 鹿児島県                |
| 肝属郡                      | 肝属郡              | 花岡     | 都城県                  | 鹿児島県                |
| 肝属郡                      | 肝属郡              | 鹿屋     | 都城県                  | 鹿児島県                |
| 肝属郡                      | 肝属郡              | 串良     | 都城県                  | 鹿児島県                |
| 肝属郡                      | 肝属郡              | 高隈     | 都城県                  | 鹿児島県                |
| 肝属郡                      | 肝属郡              | 百引     | 都城県                  | 鹿児島県                |
| 曽於郡                      | 東囎唹郡            | 市成     | 都城県                  | 鹿児島県                |
| 曽於郡                      | 東囎唹郡            | 恒吉     | 都城県                  | 鹿児島県                |
| 曽於郡                      | 東囎唹郡            | 末吉     | 都城県                  | 鹿児島県                |
| 曽於郡                      | 東囎唹郡            | 財部     | 都城県                  | 鹿児島県                |
| 曽於郡                      | 西囎唹郡            | 福山     | 都城県                  | 鹿児島県                |
| 曽於郡                      | 西囎唹郡            | 敷根     | 都城県                  | 鹿児島県                |
| 曽於郡                      | 西囎唹郡            | 国分     | 都城県                  | 鹿児島県                |
| 曽於郡                      | 西囎唹郡            | 清水     | 都城県                  | 鹿児島県                |
| 曽於郡                      | 西囎唹郡            | 襲山     | 都城県                  | 鹿児島県                |
| 桑原郡                      | 桑原郡              | 踊       | 都城県                  | 鹿児島県                |
| 桑原郡                      | 桑原郡              | 日当山   | 都城県                  | 鹿児島県                |
| 桑原郡                      | 桑原郡              | 横川     | 都城県                  | 鹿児島県                |
| 桑原郡                      | 桑原郡              | 栗野     | 都城県                  | 鹿児島県                |
| 桑原郡                      | 桑原郡              | 吉松     | 都城県                  | 鹿児島県                |
| 菱刈郡                      | 菱刈郡              | 湯之尾   | 都城県                  | 鹿児島県                |
| 菱刈郡                      | 菱刈郡              | 馬越     | 都城県                  | 鹿児島県                |
| 菱刈郡                      | 菱刈郡              | 曽木     | 都城県                  | 鹿児島県                |
| 菱刈郡                      | 菱刈郡              | 本城     | 都城県                  | 鹿児島県                |
| 姶良郡                      | 姶良郡              | 溝辺     | 都城県                  | 鹿児島県                |
| 姶良郡                      | 姶良郡              | 加治木   | 都城県                  | 鹿児島県                |
| 姶良郡                      | 姶良郡              | 帖佐     | 都城県                  | 鹿児島県                |
| 姶良郡                      | 姶良郡              | 重富     | 都城県                  | 鹿児島県                |
| 姶良郡                      | 姶良郡              | 山田     | 都城県                  | 鹿児島県                |
| 姶良郡                      | 姶良郡              | 蒲生     | 都城県                  | 鹿児島県                |
| 熊毛郡                      | 熊毛郡              | 種子島   | 鹿児島県                | 鹿児島県                |
| 駆謨郡                      | 駆謨郡              | 屋久島   | 鹿児島県                | 鹿児島県                |
|                             | 大島郡              | 奄美諸島 | 鹿児島県                | 鹿児島県                |

| 郡 （郡区町村編制法施行後） | 郡 （町村制施行後） | 郷     | 県 （第一次府県統合後）                     | 県 （第二次府県統合後） |
| --------------------------- | ------------------- | ------ | ------------------------------------------- | ----------------------- |
| 諸県郡                      | 南諸県郡            | 大崎   | 都城県                                      | 鹿児島県                |
| 諸県郡                      | 南諸県郡            | 志布志 | 都城県                                      | 鹿児島県                |
| 諸県郡                      | 南諸県郡            | 松山   | 都城県                                      | 鹿児島県                |
| 諸県郡                      | 北諸県郡            | 都城   | 都城県                                      | 宮崎県                  |
| 諸県郡                      | 北諸県郡            | 勝岡   | 都城県                                      | 宮崎県                  |
| 諸県郡                      | 北諸県郡            | 山之口 | 都城県                                      | 宮崎県                  |
| 諸県郡                      | 北諸県郡            | 高城   | 都城県                                      | 宮崎県                  |
| 諸県郡                      | 東諸県郡            | 穆佐   | 美々津県                                    | 宮崎県                  |
| 諸県郡                      | 東諸県郡            | 倉岡   | 美々津県                                    | 宮崎県                  |
| 諸県郡                      | 東諸県郡            | 高岡   | 美々津県                                    | 宮崎県                  |
| 諸県郡                      | 東諸県郡            | 綾     | 美々津県                                    | 宮崎県                  |
| 諸県郡                      | 西諸県郡            | 野尻   | 美々津県                                    | 宮崎県                  |
| 諸県郡                      | 西諸県郡            | 高原   | 都城県                                      | 宮崎県                  |
| 諸県郡                      | 北諸県郡            | 高崎   | 都城県                                      | 宮崎県                  |
| 諸県郡                      | 西諸県郡            | 小林   | 美々津県 （東方村地域） 都城県 （残部地域） | 宮崎県                  |
| 諸県郡                      | 西諸県郡            | 須木   | 美々津県                                    | 宮崎県                  |
| 諸県郡                      | 西諸県郡            | 飯野   | 都城県                                      | 宮崎県                  |
| 諸県郡                      | 西諸県郡            | 加久藤 | 都城県                                      | 宮崎県                  |
| 諸県郡                      | 西諸県郡            | 馬関田 | 都城県                                      | 宮崎県                  |
| 諸県郡                      | 西諸県郡            | 吉田   | 都城県                                      | 宮崎県                  |

## 居地頭仮屋・代官所・在番奉行所
- 甑島居地頭仮屋（鹿児島県薩摩川内市下甑島） - 文禄年中（1595年）島津氏が代官所を置いた。慶長16年（1611年）薩摩藩は居地頭仮屋を置き、本田伊賀守を甑島居地頭に任じ、爾来23代にわたって統治した。
- 屋久島奉行所（鹿児島県屋久島町） -　薩摩藩が屋久島支配のために、はじめ代官所、元禄期以降は屋久島奉行所とも言った）を当地に置いた。在番奉行が詰め、船の通行に必要な書類の発行、島の民政全般を司った。
- 大島代官所（鹿児島県奄美市） - 慶長18年（1613年）薩摩藩が設置した代官所。赤木名御仮屋とも呼ばれた。
- 喜界島代官所（鹿児島県喜界町） - 元禄6年（1693年）薩摩藩が設置した代官所。
- 徳之島代官所（鹿児島県徳之島町） - 元和2年（1616年）薩摩藩が設置した代官所。
- 沖永良部代官所（鹿児島県知名町） - 元禄3年（1690年）薩摩藩が設置した代官所。
- 琉球在番奉行所（沖縄県那覇市） - 寛永5年（1628年）薩摩藩が琉球王国を間接統治するために、現在の沖縄県那覇市に開設した奉行所。

## 薩摩藩の貿易
江戸幕府は鎖国制度を敷いていたが、薩摩藩は琉球王国を迂回して中国と貿易を行い莫大な利益を得ていた。藩内の産品だけでなく、越中富山の売薬商人を通じて蝦夷地の昆布を輸出し、その対価で唐物を輸入した。
詳細は「琉球貿易」および「薩摩藩の長崎商法」を参照

## その他の用法
1. 平安時代に宮中警護をする衛士の詰所のことで

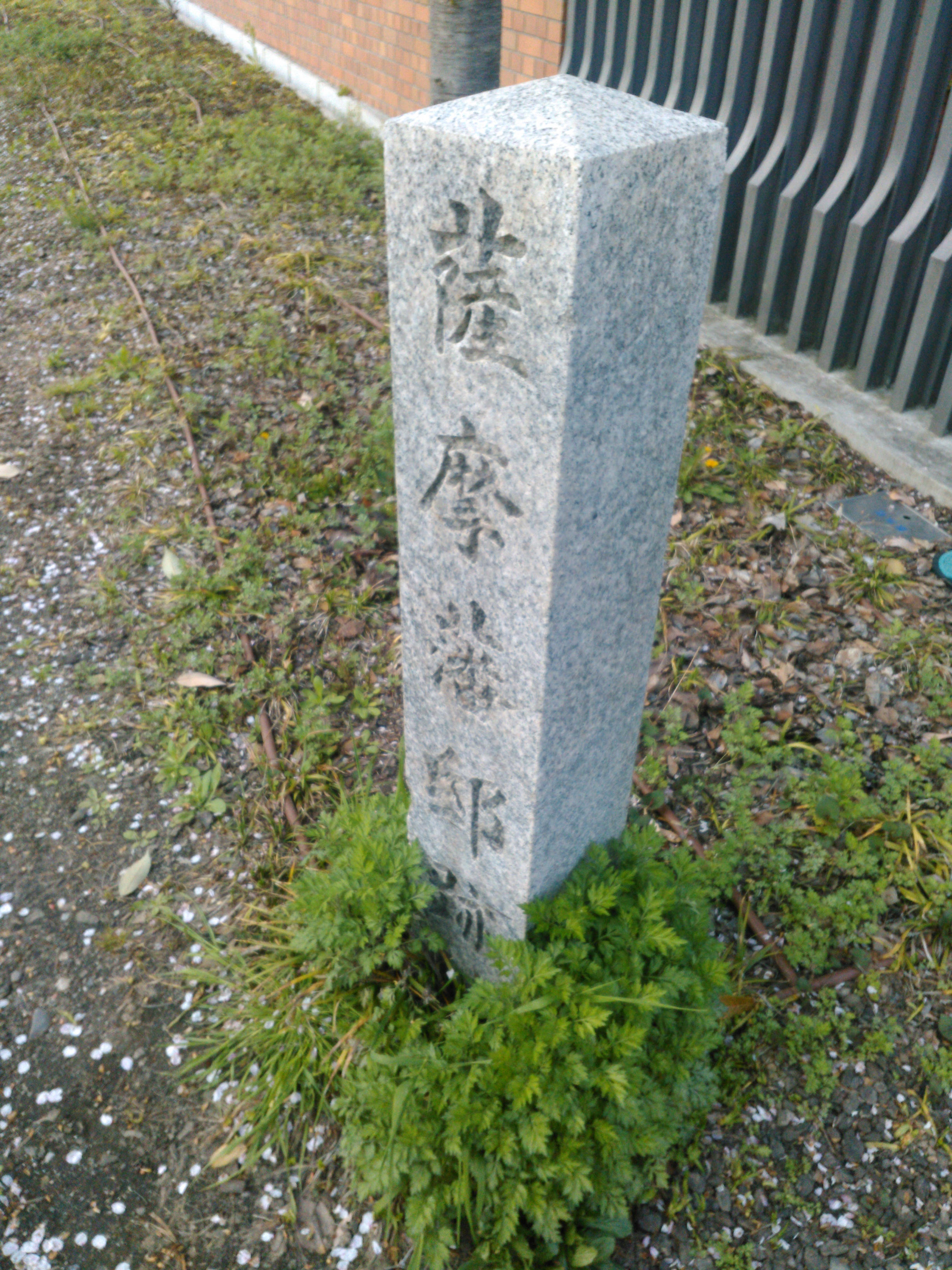
薩摩藩邸跡石碑（同志社大学今出川キャンパス前）
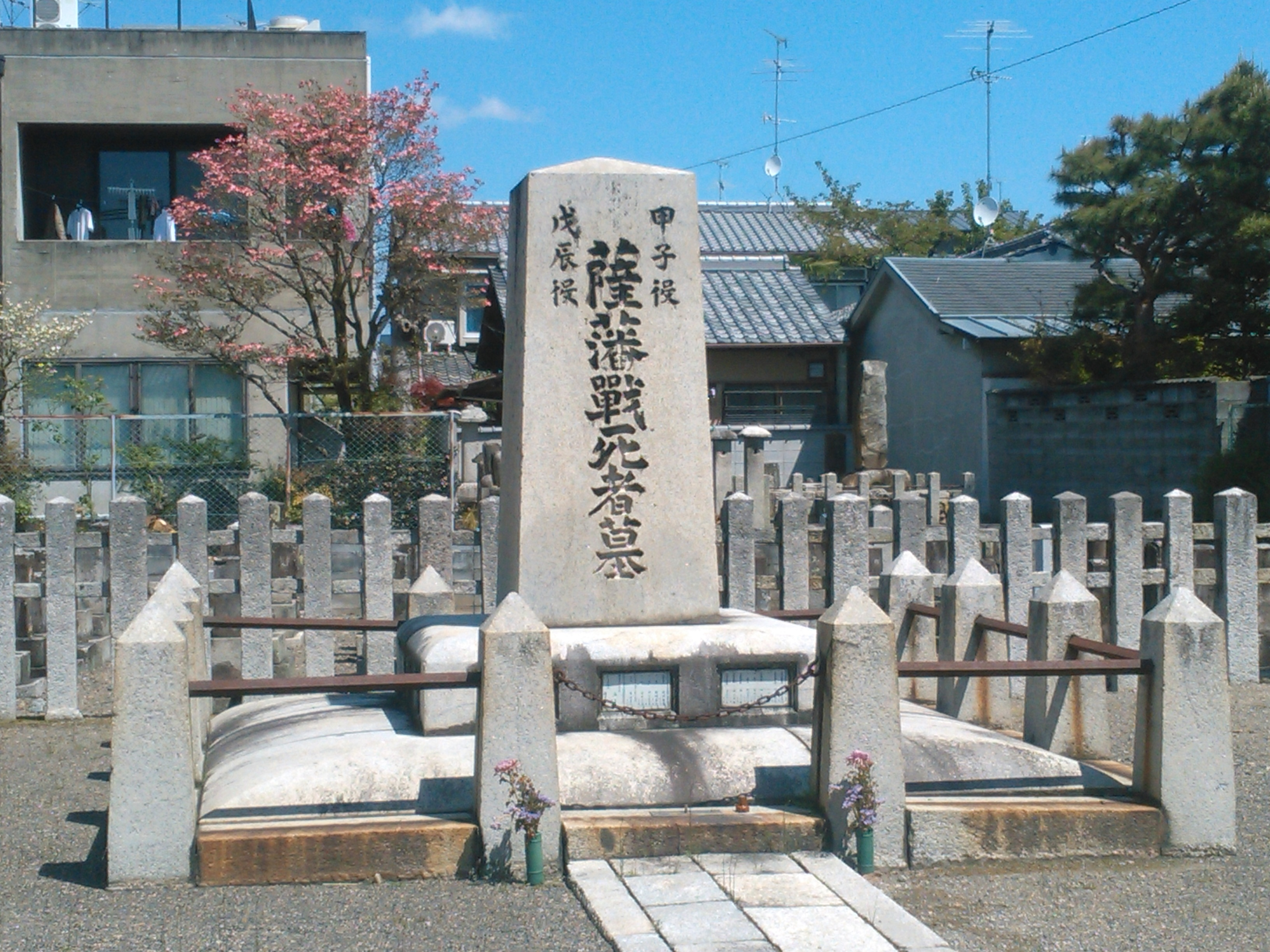
薩藩戦死者墓（京都市、相国寺塔頭）
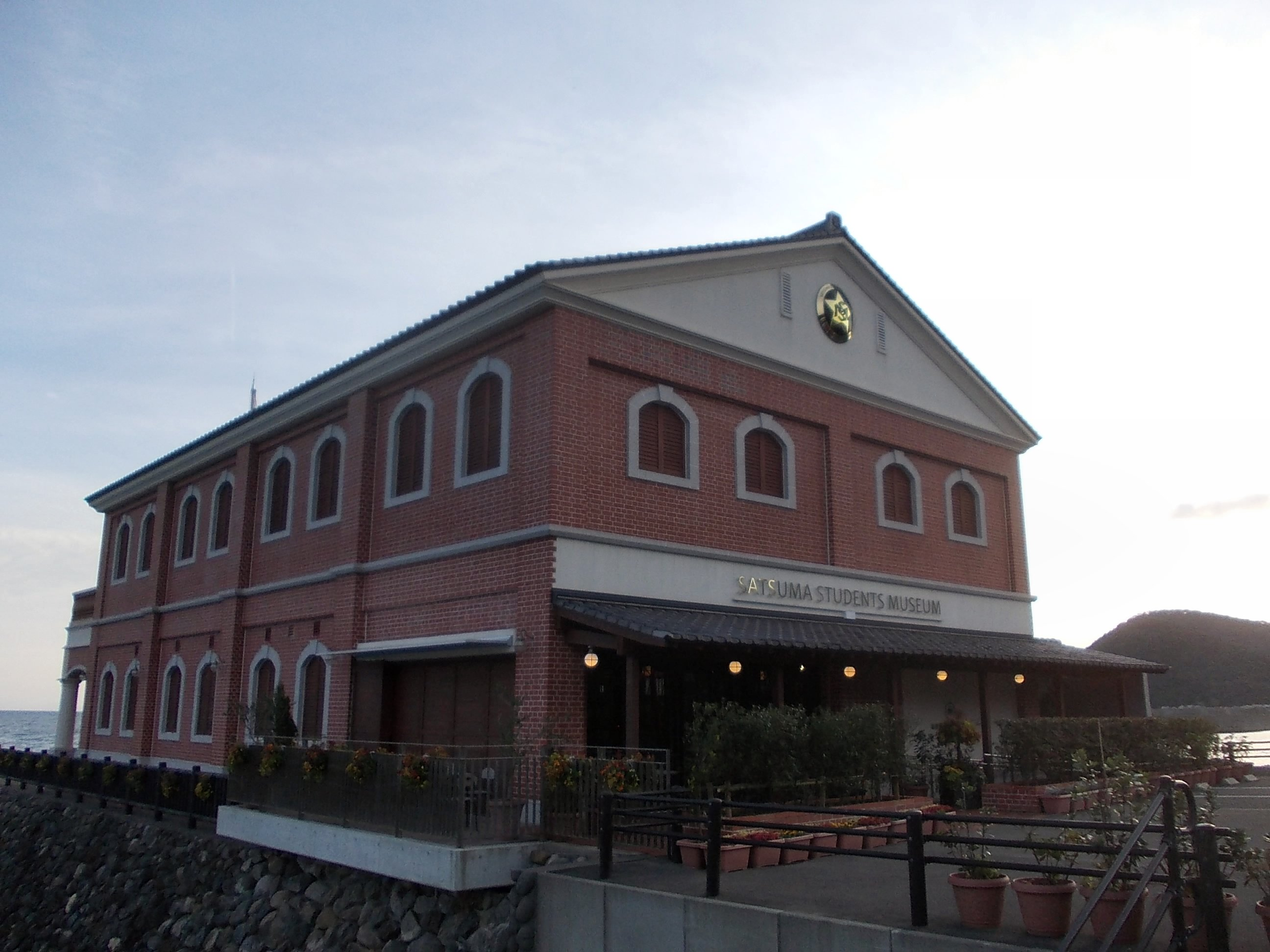
薩摩藩英国留学生記念館（鹿児島県いちき串木野市）
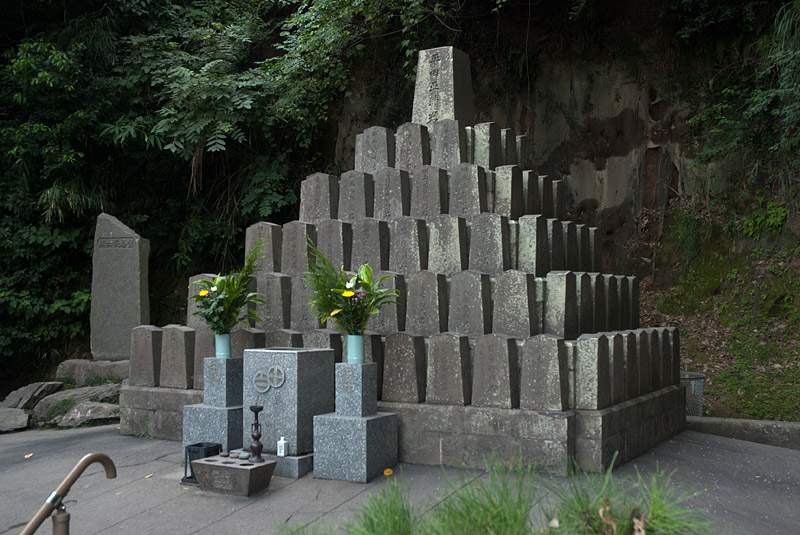
薩摩義士碑（鹿児島市）
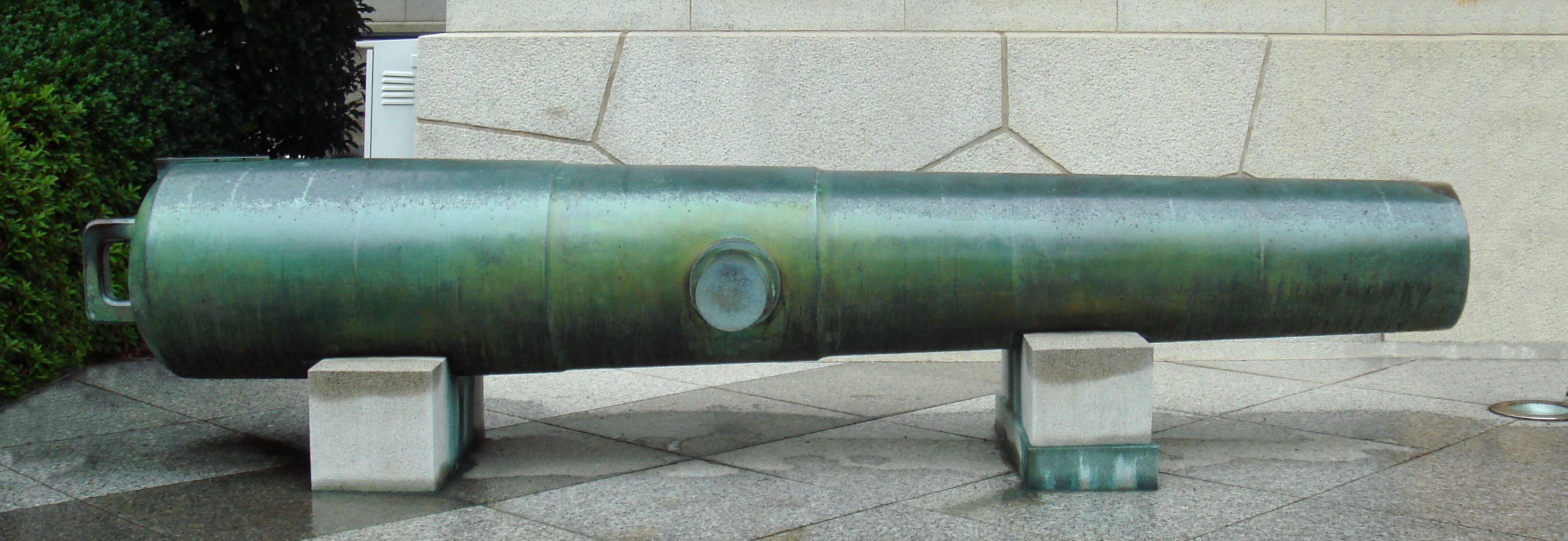
薩摩藩が鋳造した150ポンドカノン砲（大阪市天保山）
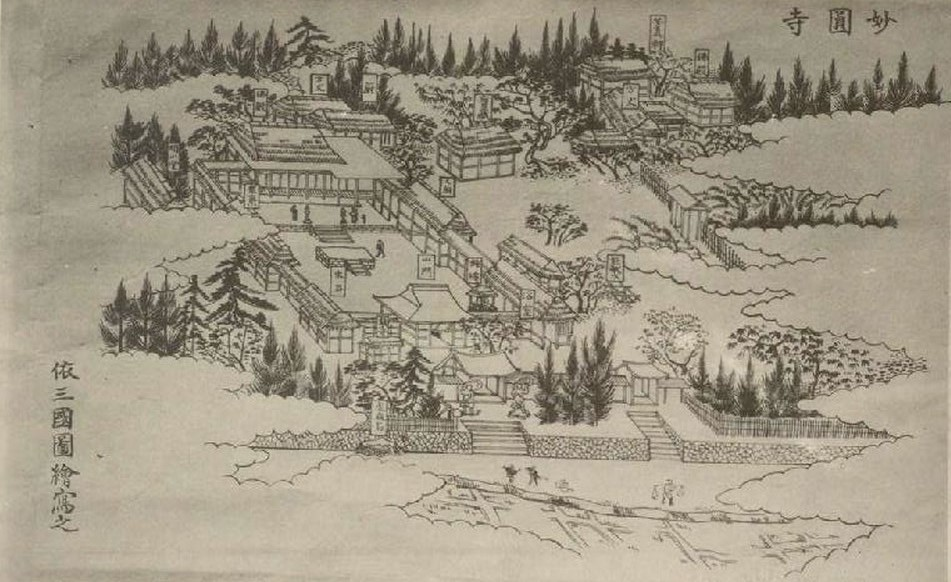
薩摩藩が編纂した『三国名勝図会』
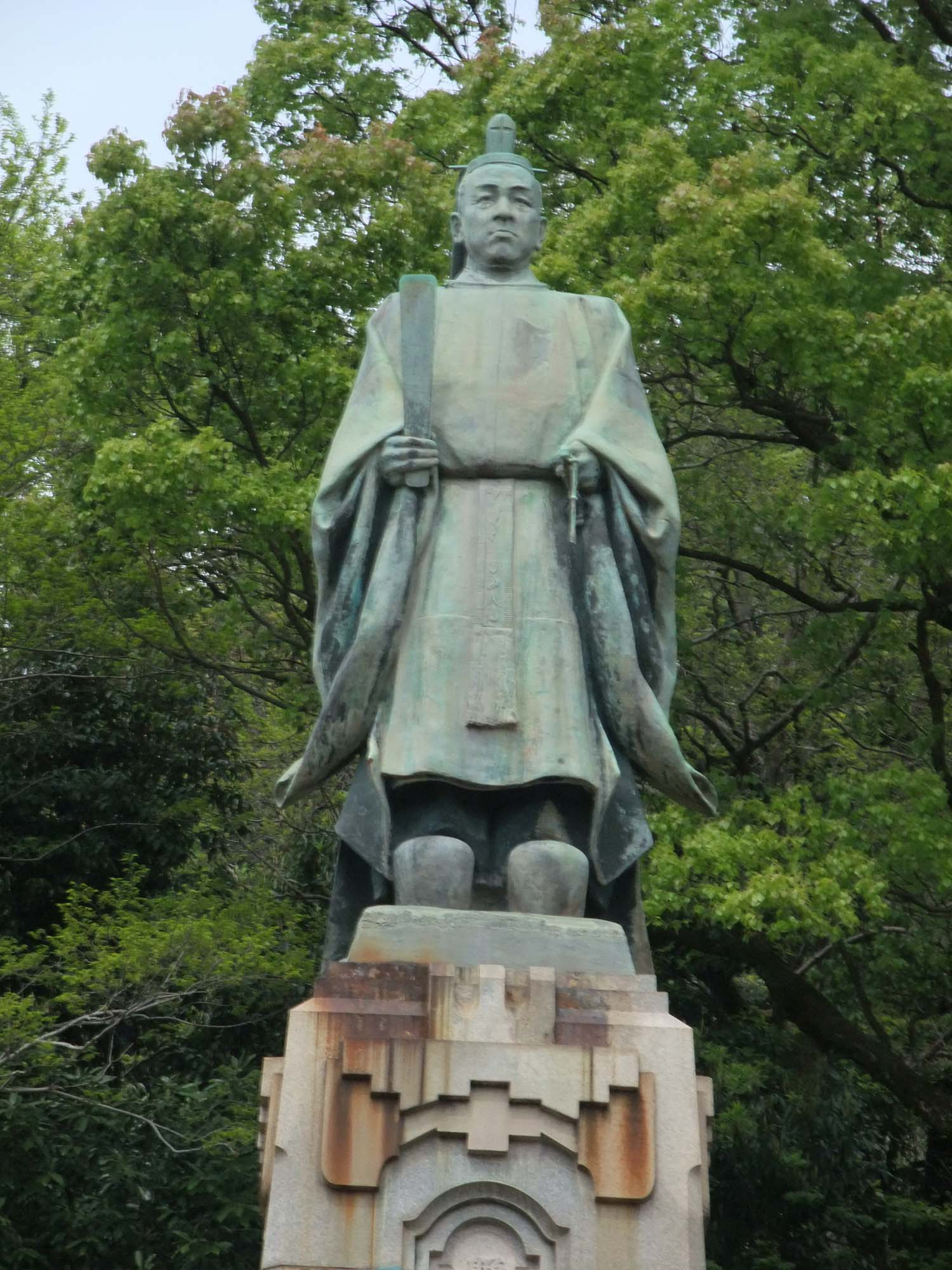
島津斉彬像（照国神社）
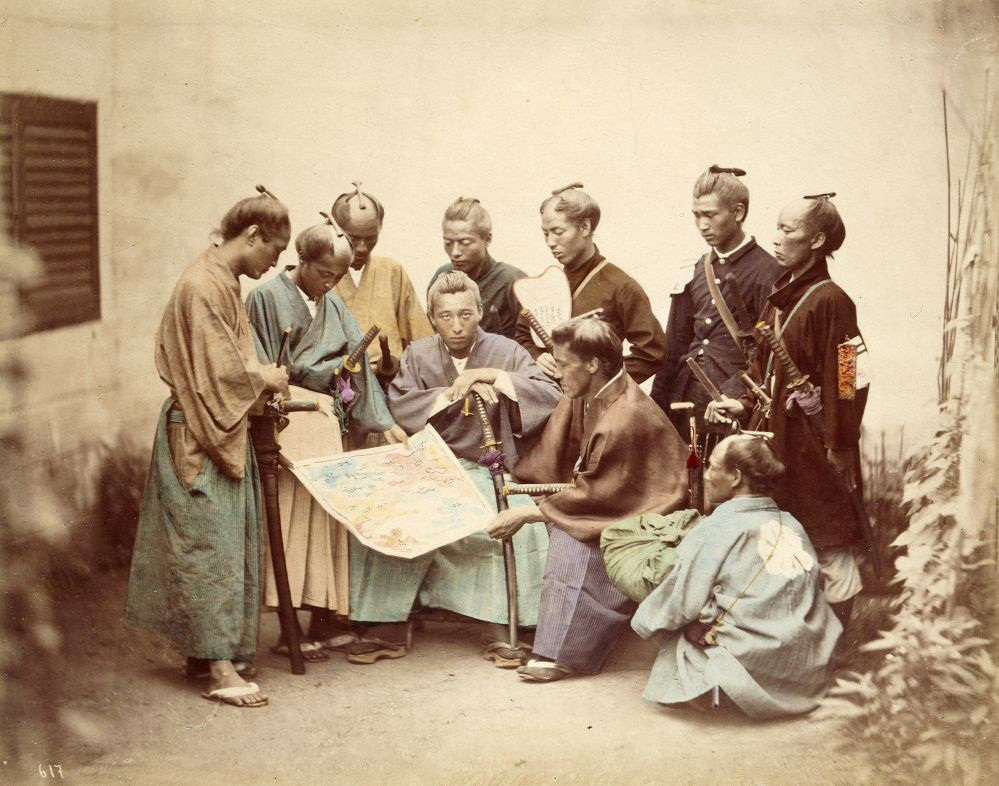
戊辰戦争における薩摩藩士
戊辰戦争における薩摩軍の旗
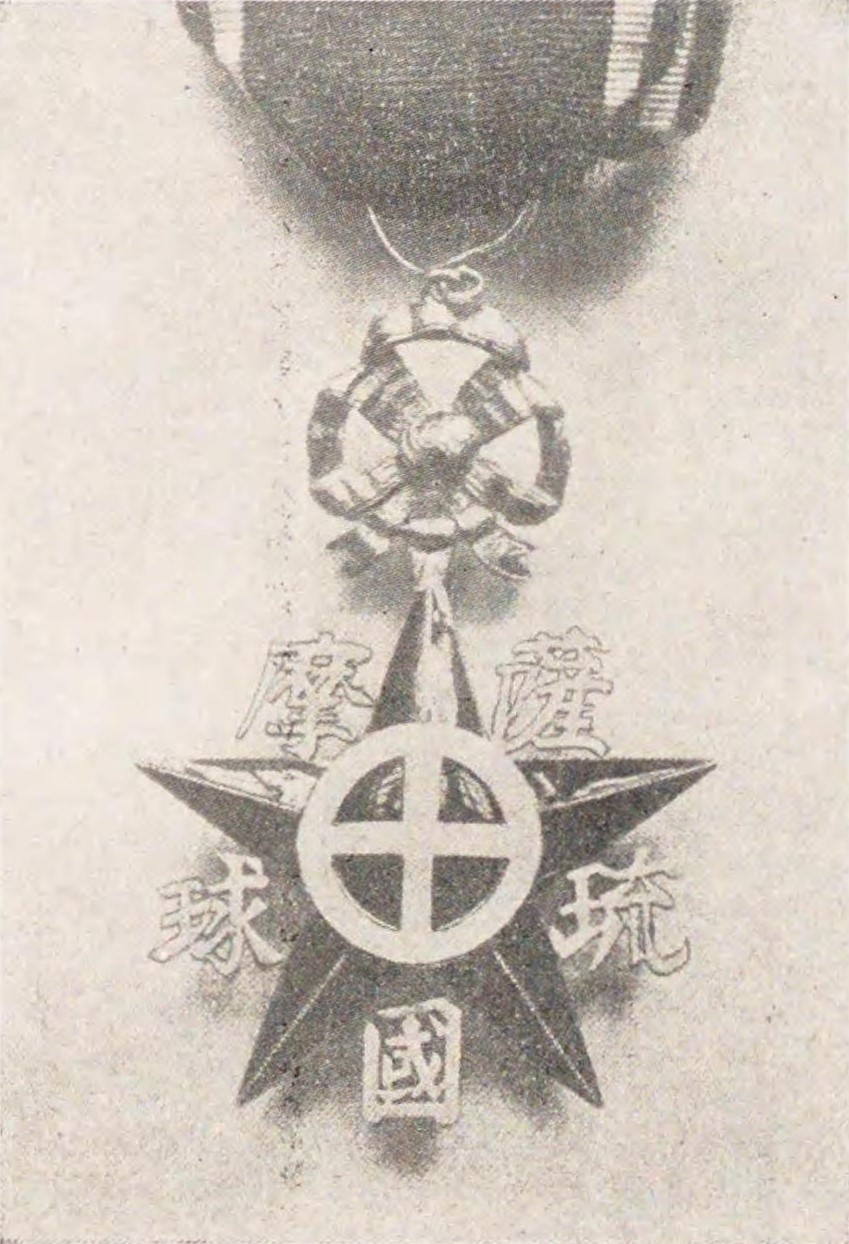
薩摩琉球国勲章